# Roms
Pour les articles ayant des titres homophones, voir Rom, Rome (homonymie), Romme et Rhum.
Ne doit pas être confondu avec Roumains ou gens du voyage.
« Tsigane » et « Tzigane » redirigent ici. Pour les autres significations, voir Tzigane (homonymie).
Les Roms (parfois orthographié Rroms) sont un groupe ethnique, un ensemble de populations établies dans divers pays du monde, ayant une culture et des origines communes dans le sous-continent indien. Ils sont également dénommés par les exonymes Tziganes / Tsiganes, Gitans, Bohémiens, Manouches, ou Romanichels (chacun de ces noms ayant sa propre histoire), ainsi que « gens du voyage », bien que l'immense majorité des Roms soit sédentaire ou sédentarisée. Deux autres dénominations, les Sintis et les Kalés, sont considérées tantôt comme des groupes différents des Roms, tantôt comme inclus parmi ces derniers.
Le terme de « Rom », signifiant en langue romani « homme accompli et marié au sein de la communauté », a été adopté comme endonyme par l'Union romani internationale lors du premier Congrès international des Roms à Londres, en 1971. Ce terme est parfois assimilé, péjorativement, aux seules populations pauvres immigrées, principalement issues de Roumanie et de Bulgarie.
L'histoire des Roms a été marquée par une déportation vers l'ouest du sous-continent indien à partir du xe siècle, une grande diaspora à travers l'Europe au xve siècle suivie de nombreuses persécutions, une autre diaspora vers l'Amérique au xixe siècle, le Porajmos au milieu du xxe siècle (tentative de génocide par le régime nazi) et une troisième grande vague de migration entre l’Europe du Sud-Est et l’Europe de l’Ouest, qui s'accélère après l’effondrement du bloc soviétique à la fin du xxe siècle.
Actuellement, il reste difficile de définir avec précision des critères d'appartenance et d'évaluer le nombre exact des Roms. Avec une population estimée en 2014 par le Conseil de l'Europe entre 10 et 12 millions de personnes, soit un peu plus de 1 % de la population européenne, les Roms forment la plus grosse minorité ethnique d'Europe, et on les trouve principalement en Roumanie, en Bulgarie, en Hongrie, en Espagne, en Slovaquie et en France. Ils sont également nombreux aux États-Unis, en Turquie et en Russie.
Les linguistes divisent actuellement les Roms en trois groupes linguistiques, correspondant à trois grands ensembles historiquement différenciés en Europe : celui des Tsiganes parlant le romani et vivant principalement en Europe de l'Est ; celui des Sintis ou Manouches parlant le sintikès et vivant en France, en Italie, au Benelux, en Allemagne et en Autriche ; et celui des Gitans vivant dans le Sud de la France, en Espagne, au Portugal et en Amérique latine, qui parlent des dialectes hispaniques comme le caló.
La structure familiale est essentielle dans la culture et les sociétés roms, dans lesquelles elle a traditionnellement fonctionné comme le principal moyen de préserver la cohésion sociale. D'excellents musiciens et danseurs sont issus de la communauté des Roms, à l'instar de Django Reinhardt. En Espagne, ils ont influencé le flamenco et ils sont devenus les protagonistes de ce genre. Dans la plupart des pays d'Europe centrale et orientale, les musiciens tziganes ont été très sollicités pour animer les mariages. Le guitariste Django Reinhardt, quant à lui, a influencé durablement la musique jazz en créant le jazz manouche. Leurs talents d'amuseurs publics et de dresseurs de chevaux ont généré de célèbres familles de cirque.

## Terminologie

### Le termeRomet ses ambiguïtés
Le terme de « Rom » est adopté par l'Union romani internationale (IRU) lors du premier Congrès international des Roms (Londres, 1971) qui a revendiqué le droit légitime de ce peuple à être reconnu en tant que tel et a officialisé la dénomination « Rom »,.
Depuis cette date, beaucoup de Roms se désignent ou sont désignés par les noms rom (masculin), romni (féminin), roma (masculin pluriel) et romnia (féminin pluriel) qui, selon Bordigoni, signifient « hommes et femmes mariés et parents faisant partie d'un groupe de voyageurs, Gitans ou Tsiganes », par opposition à gadjo (masculin), gadji (féminin) et gadjé (masculin et féminin pluriels), qui désignent tous les individus étrangers à la population rom, les « autres ». Les Gitans de la péninsule ibérique disent payo (masculin), paya (féminin), payos (masculin pluriel) à la place de gadjo, gadgi et gadjé, que les Gitans de France désignent aussi avec les mots paysan et paysanne.
En France, le terme Rom est souvent rejeté par les autres groupes principalement tziganes et manouche d'implantation multiséculaire, qui ne veulent pas être associés aux roms récents des bidonvilles, mais aussi par méconnaissance de l'IRU et de leur définition . La littérature sur le sujet ainsi que certains articles proposés par les médias maintiennent l'ambiguïté. Ainsi, un article du CNRS sur les Roms ne s'attache qu'aux premiers (15 à 20 000 en France), alors qu'un article de The Conversation parle bien des Roms comme de l'ensemble (300 à 500 000 personnes en France).
Par ailleurs, des journalistes de The Economist ont reçu une brochure au pavillon « Rom » de la Biennale de Venise 2007, qui excluait de ce terme « les Sintis, les Romungrés, les Gitans, les Manouches, etc.[source insuffisante]. Lorsqu'ils sont entendus dans leur sens étroit de sous-groupes qui s'excluent les uns des autres, ces différents termes posent des problèmes étymologiques, car on ne peut prouver de manière indiscutable leur filiation par rapport à « Sind », à « Égyptiens » et à « Manouches ». Cette notion de Rom au sens le plus restreint est également celle utilisée par le site internet du Larousse.

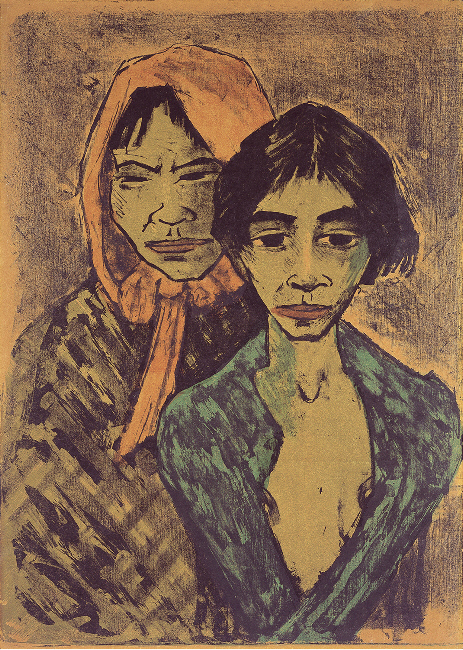
Deux Tziganes, O. Mueller, v. 1926.

Une hypothèse propose que le mot Rom dériverait du nom du Dieu Rāma (nom d'un Avatâr de Vishnou),. Une étymologie remontant au mot sanskrit Dom, dont la signification elle-même pose problème et qui désigne une population de basse caste en Inde, a également été proposée par Ian Hancock, mais il la réfute lui-même en arguant de la « distance génétique » entre Roms et divers groupes de populations indiennes.
Les Roms sont désignés en France par d'autres noms traditionnels ou familiers, selon les pays d'où ils sont supposés venir : « Bohémiens », originaires des régions de la Bohême ; « Gitans », originaires d'Égypte, appellation traditionnelle très ancienne en France ; « Manouches » ; « Romanichels », originaires de l'Est de l'Europe, mentionnés dans la littérature au début du XIXe siècle, ils parlent le romani ainsi que les langues des pays où ils résident ; « Tziganes », etc.
D'autres appellations, d'origine scientifique, se sont diffusées récemment : Kalés (Gitans), qui peuplent la péninsule Ibérique et l'Amérique latine et qui parlent le kaló, un mélange entre castillan ou catalan et romani ; Sintis (Manouches), qui peuplent l'Europe occidentale (France, Italie, Allemagne...), qui parlent le romani ainsi que les langues des pays où ils résident.
La nouvelle appellation administrative française gens du voyage, qui a remplacé celle de nomades, ne saurait être utilisée pour désigner les Roms, l'immense majorité de ceux-ci étant sédentaire,. En outre, l'appellation gens du voyage regroupe des personnes qui ne sont pas roms ou ne se reconnaissent pas roms.

### Autres dénominations
À diverses époques, la langue française a produit différents termes qui évoquent soit des sous-ensembles soit l'ensemble des populations roms.

#### Boyashs
Le mot Boyash ou Beash vient du roumain băieș/băiaș, dérivé de baie, qui provient lui-même du hongrois bánya, « mine » : c'était l'appellation générale des mineurs dans la Transylvanie médiévale.

#### Romanichel
Romanichel vient de l'adjectif romani (rom) et du nom čel (peuple, communauté, tribu).

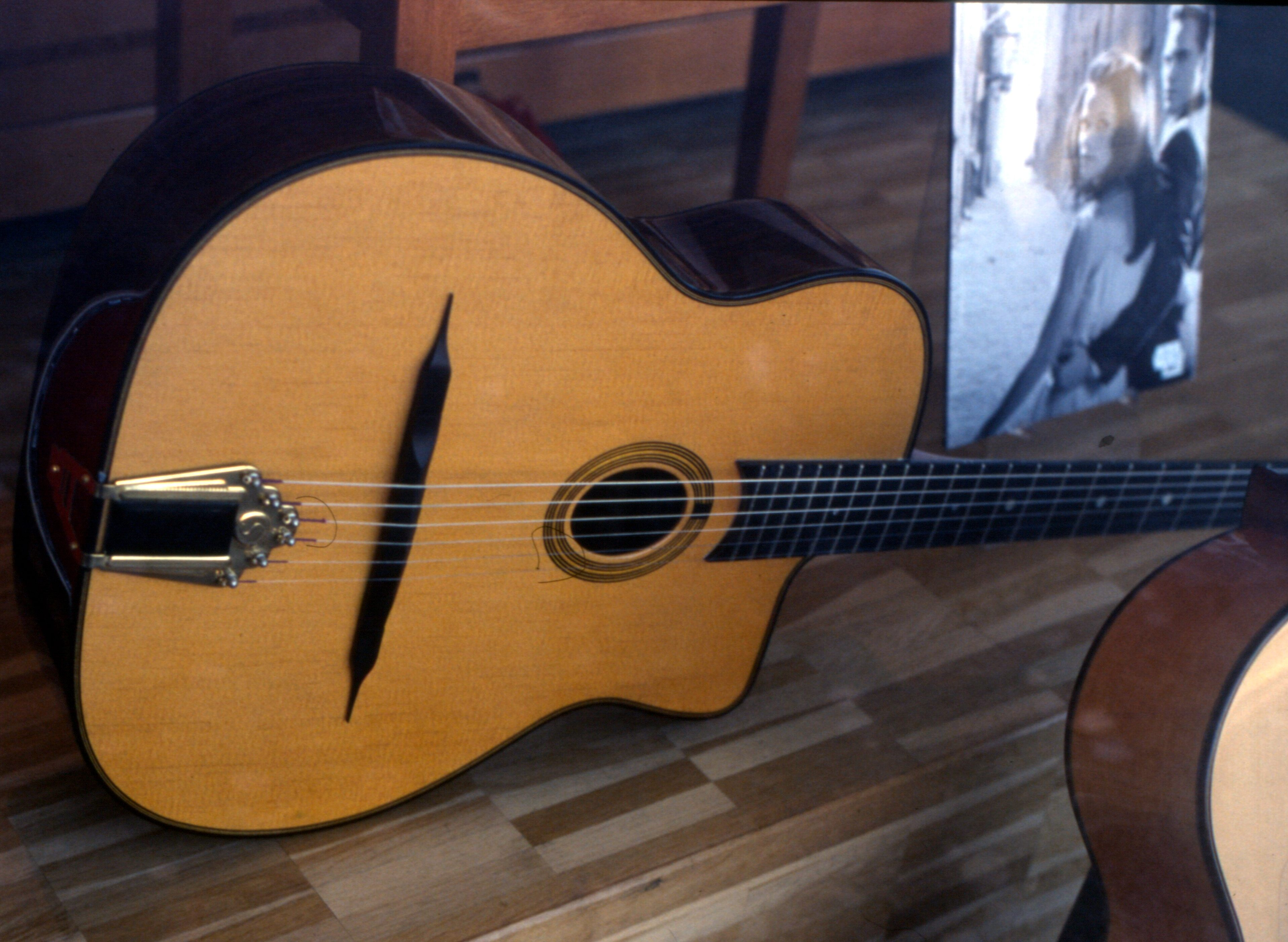
Guitare manouche, réplique de type Selmer.

#### Manouches
Manouche est proche de manushya, qui signifie homme, être humain en sanskrit et en hindi, et vient du romani mnouche signifiant aussi « homme ». Le Vocabulaire des Manouches d'Auvergne de Joseph Valet traduit Mānuš par Manouche et Mānušni ou Mānušeca par « femme manouche ». Le mot « Manouches » est souvent utilisé en français pour désigner une population qui vit en France et qui a des caractéristiques communes avec les Sinté d'Allemagne : les expressions valštike Mānuš et gačkene Mānuš sont traduites respectivement « Sinté français » et « Sinté allemands » par Jean-Pierre Liégeois, et « Manouche originaire de France » et « Manouche originaire d'Allemagne » par Joseph Valet. Mais en Champagne, il est fréquent que des Gadjé appellent « Manouches » toutes sortes de voyageurs manouches ou non manouches. Dans le domaine musical, le « jazz manouche » a été popularisé par Django Reinhardt. Les Manouches « ne se reconnaissent pas en tant que Roms », indique Jean-Pierre Liégeois. Nombre de patronymes manouches en région parisienne viennent d'Alsace.

#### Gitans
Gitans vient de l'espagnol gitano, qui lui-même est une déformation d'egyptiano, égyptien. Pour Marcel Courthiade, « le mot Gitan désigne (…) exclusivement les Roms de la péninsule Ibérique, y compris ceux qui en sont repartis en direction de la France ou des Amériques », jugeant ainsi que « Le Temps des Gitans » est un mauvais choix de titre français pour le film yougoslave Dom za vešanje d'Emir Kusturica. En revanche, Jean-Louis Olive constate que « sur le territoire français, en général, et dans divers pays européens, l'hétéronyme Gitans est employé de manière indifférenciée ou substitutive à l'allonyme Tsiganes qui s'applique ici aux Roms, aux Manouches ou aux Sinté ».

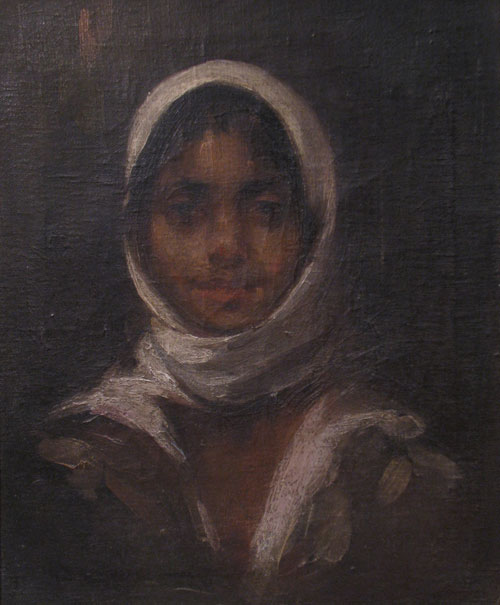
Tête de tzigane,, Roumanie, av. 1928.

#### Tsiganes ou Tziganes
Le terme Tsigane apparaît dans la langue française au début du XIXe siècle, probablement par calque du mot russe tsigan, lequel pourrait provenir, via l'ancien russe et le bulgare, du mot grec byzantin Atsinganos, qui est la prononciation populaire d'Athinganos : « qui ne touche pas » ou « qui ne veut pas être touché », littéralement les « intouchables ». Ce mot désigne une secte de manichéens venus des Lycaonie et Phrygie byzantines : l'élite de l'Église manichéenne, en effet, ne touche en aucun cas de la viande, du sang, ni du vin. Néanmoins, le terme Athinganos n'a aucune étymologie attestée en langue grecque. Pour Paul Bataillard, le mot « Tsigane » provient du nom Σιγύνναι / Sigynnai, cité en 485 av. J.-C. par Hérodote pour désigner un peuple qu'il situe au-delà de l'Istros (le Danube), théorie protochroniste réfutée par D. S. Barrett. Une autre hypothèse fait venir ce terme du persan Chaugan (jeu servant à l'entraînement militaire des chevaux). Le terme de « Tsigane » est réapparu en France après la Seconde Guerre mondiale, car il était utilisé par les occupants allemands (Zigeuner signifie « tsigane »). En décembre 2008, des associations se regroupent dans « l'Union française des associations tsiganes », ce qui permet au terme « tsigane » de conserver une légitimité sociologique et politique.

#### Égyptiens
Égyptien est un terme d'origine médiévale. Dans le français du XVIIe siècle, ce terme rappelle une ancienne légende selon laquelle les Roms seraient venus d'Égypte (Aigyptos : Αιγύπτοs en grec). Par exemple, Esmeralda, dans Notre-Dame de Paris, ou Zerbinette, dans Les Fourberies de Scapin, sont toutes deux surnommées « l'Égyptienne ». La traduction anglaise Egyptians a donné l'appellation en anglais Gypsy.

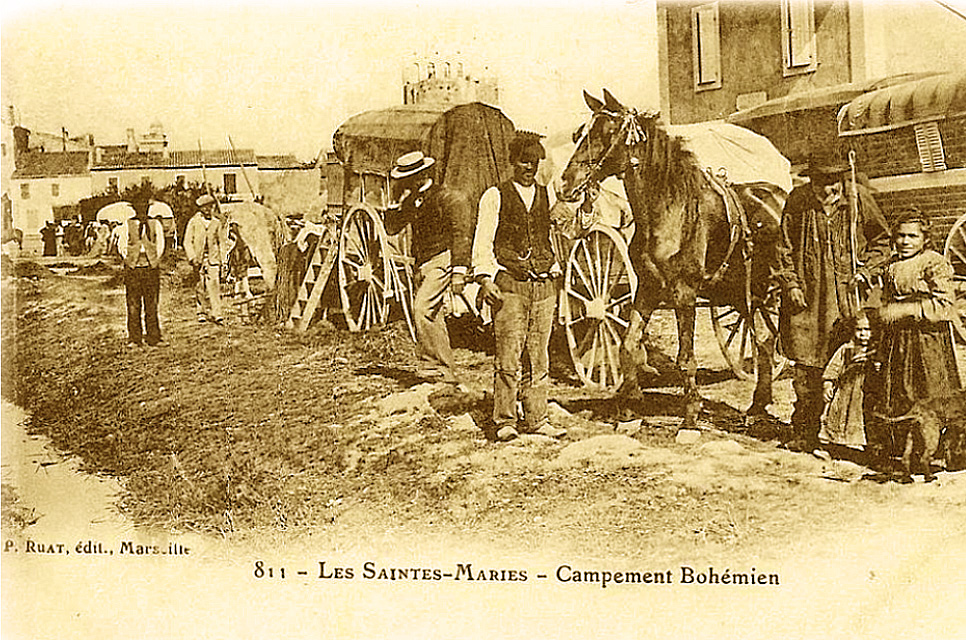
Campement de Bohémiens aux Saintes-Maries-de-la-Mer, début du XXe siècle.

#### Bohémiens
Utilisée à partir du XVe siècle, plusieurs auteurs rapprochent l'appellation Bohémiens des lettres de protection de Sigismond, empereur du Saint-Empire, roi de Hongrie et de Bohème, dont se recommandent des groupes signalés à Deventer, Bruxelles, Châtillon-sur-Chalaronne et Mâcon autour des années 1420,. C'est le terme le plus couramment employé en France du XVIe au XVIIIe siècle, et son usage décline au XIXe siècle lorsqu'apparaît le terme « tsigane » dans les milieux savants et à mesure que les pouvoirs publics, qui ont officialisé le terme « nomade » en 1848 dans le contexte de la colonisation algérienne, l'appliquent aux familles mobiles en métropole.

#### Dénominations régionales
Le terme Boumians, que l'on rencontre parfois, est une forme occitane de Bohémiens. On rencontre également le terme de « camp-volants » dans le quart nord-est de la France, dans les régions de Bourgogne, de Champagne, des Ardennes, de Lorraine et de Franche-Comté.
Jan Yoors (en), qui a vécu de nombreuses années au sein des Roms au cours des années 1930, décrit les différentes populations Roms telles qu'elles lui ont été présentées par les siens, membres de la tribu des Lovara. Tout d'abord, tous ne sont pas nomades et certains se fixent pour plusieurs générations en lieu donné, à l'instar des Cali ou Gitans d'Espagne (Calés) qui parlent une langue fortement influencée par l'espagnol ; on trouve également des tribus sédentaires en Serbie, en Macédoine, en Turquie et en Roumanie : ainsi, les Rudari ont « rompu tout lien avec leur passé » et ne parlent plus que roumain. Ensuite, il est fréquent que des vagabonds soient baptisés tsiganes alors qu'il s'agit uniquement « d'autochtones ayant pris la route » : ils sont certes nomades mais dans un périmètre restreint. Ce sont par exemple les Yéniches en Allemagne, les Shelta en Irlande ou les Tatars de Scandinavie. À ces populations se rajoutent ensuite les forains et les gens du cirque. Existe également une tribu apparentée aux Roms bien que très différente : les Sinti ou Manush, qui sont souvent des musiciens et des luthiers et qui se distingueraient des autres Roms par leur physionomie (plus petits et mats de peau), leur dialecte mâtiné d'allemand « pratiquement inintelligible aux autres tsiganes » ou encore leurs coutumes, comme le rite de l'enlèvement de la future épouse. Enfin, « les vrais Roms » se diviseraient uniquement en quatre grandes tribus : Lovara (Lovàris), Tshurara, Kalderasha (Kalderàšis) et Matchvaya. Ils diffèrent eux aussi par la langue, le physique, les métiers (les Lovara et les Tshurara, étant marchands de chevaux, se déplacent donc en roulotte ; les Kalderasha, les plus nombreux, sont chaudronniers et dorment sous la tente). Tous se considèrent néanmoins comme des « races tsiganes » à part entière et évitent de se mélanger.

## Des groupes et des sous-groupes différenciés

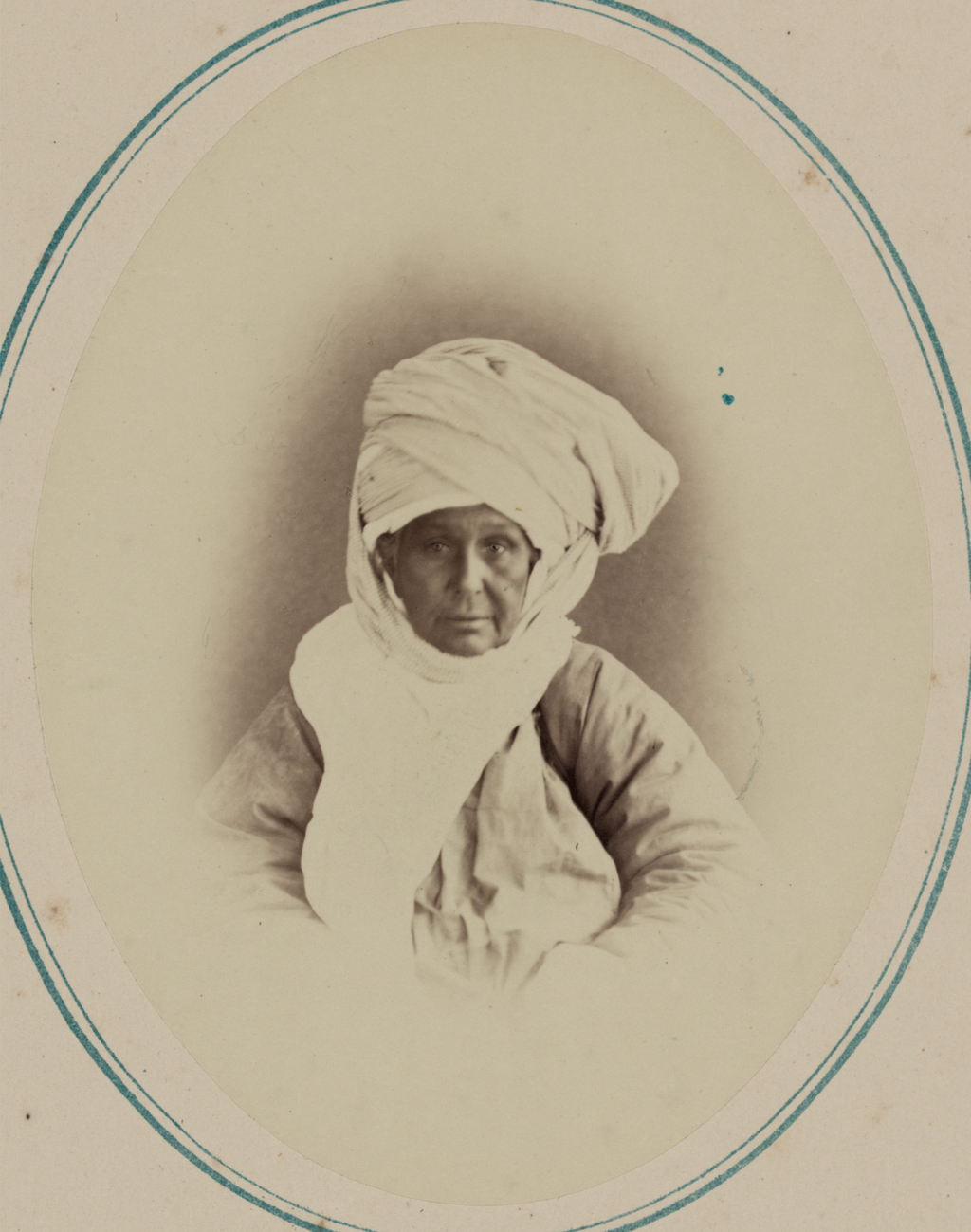
Femme rom turcique, Turkestan (Asie centrale), entre 1865 et 1872.

Selon Jean-Pierre Liégeois, « les Tsiganes forment une mosaïque de groupes diversifiés et segmentarisés dont aucun ne saurait représenter un autre ».
Marcel Courthiade a proposé en 2003 une classification qui se caractérise notamment par le refus de la dichotomie « Vlax/non-Vlax » faite par d'autres linguistes ; le terme « Vlax » provient du mot « Valaques » désignant, à l'origine, les locuteurs des langues romanes orientales, mais dont le sens a été ultérieurement élargi à beaucoup de populations nomades des Balkans. Les linguistes qui s'y réfèrent désignent par « Vlax » les groupes utilisant des mots empruntés aux langues romanes orientales, ou censés avoir transité par les régions valaques.
Sans que l'on puisse le démontrer formellement faute d'archives écrites, les noms de ces groupes (appelés endaja en langue romani, que l'on peut traduire par « clans ») ressemblent :
- à des toponymes (Karpatis = des Carpates ; Kirimìtikas = de Crimée ; Polskas = de Pologne ; Servìtkas = de Serbie) ;
- à des noms (souvent de métiers) tirés des langues slaves, du grec, du turc ou du roumain : Arabadjìs = « voituriers » en turc ; Boìašis de băieși = « sculpteurs d'auges et de baignoires » en roumain ; Boìadjis = « teinturiers » en turc ; Kalderàšis ou Kelderàris de căldărași ou căldărari = « chaudronniers » en roumain ; Krpàris de cârpari = « chiffonniers » en roumain ; Kókalàras de κοϰϰαλάρος, kokkalaros = « fossoyeur » en grec ; Lautàras de lăutar = « violoneux » en roumain ; Lovàris ; Olašski cigánis = « tziganes roumains » en slave ; Rómungros de rom ungur = « rom hongrois » en roumain ; Spoìtòrǎs = « crépisseurs » en roumain ; Tǎtarìtkas = « appartenant aux Tatars » en russe ; Ursàrǎs = « montreurs d'ours » en roumain ; et Xǎladìtkas = « appartenant à l'armée » en russe.

Selon Marcel Courthiade, on peut répartir les endajas dans les cinq ensembles ci-dessous, identifiés d'après les formes de la langue romani :
- A) Groupes archaïques ou première strate :

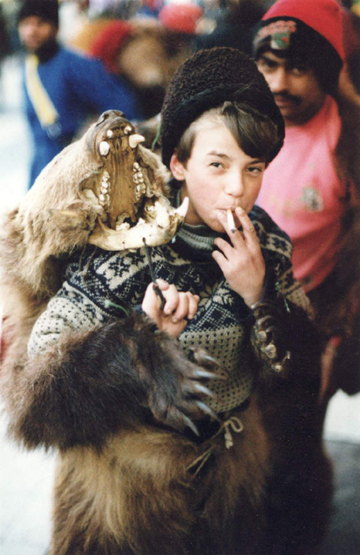
Jeune garçon du groupe des Ursàrǎs « montreurs d'ours » à Budapest en Hongrie.

  - Jeune garçon du groupe des Ursàrǎs « montreurs d'ours » à Budapest en Hongrie. 1) sous-groupe balkanique : Yèrlis, Sepetçis, Erlides, Kalajdjis, Kovàčǎs ou Arabadjìs (dits aussi : Kovatchars), Bugurdjìs, Drïndars, Topanlìs, Konoplǎrǎs, Ajides, Mohadjèrǎs, Arlìs (dits aussi : Thare Gone), Kohranes, Mećkàrǎs, Kabudjis, Rupane Roms, Bamìðǎs, Baćòrǎs, Fićìrǎs, Spoitòrǎs, Xoraxanes (dits aussi : Caraques, peut-être du grec κοράϰια / korákia), Kirimìtikas, Zargàras,
  - 2) sous-groupe carpatique : Ursàrǎs, Kiśinvcis, Gurvàras (dits aussi : Gábors), Karpatis,
  - 3) Vendetikas (sud de la Hongrie, Prekmurje et Burgenland),
  - 4) sous-groupe balto-russe : Polskas, Xǎladìtkas, Tǎtarìtkas, Servìtkas, Ćuxnìtkas, Lalorìtkas, Finitikas ;
  - 5) Kalés gallois (éteint) ;
- B) Groupes intermédiaires de la première strate (avec mutation) : Cerhàras, Colàras, Hoheres, Maćhàras ;
- C) Groupes anciennement séparés de la première strate :
  - 1) sous-groupe Sinté|Sinto du nord (germanique) : Gàdjkene Sintis, Pràjśtika Sintis, Vàlśtika Sintis, Lalères et Sàstike Sintis,
  - 2) sous-groupe Sinté|Sinto du sud (italique) : Sintis Piémont|piemontais, Sintis Lombardie|lombards, Sintis Vénétie|vénètes,
  - 3) Roms des Abruzzes, Campanie et de Calabre,
  - 4) Locuteurs de l'ibéro-romani : Calés catalans, Calés andalous, Calés basques, Calés occitans (ces derniers, éteints),
  - 5) Locuteurs d'anglo-romani (en),
  - 6) Roms Lajuses (Estonie) ;
- D) Groupes intermédiaires de la deuxième strate (caractérisés par le passé et copule de la première personne en « em ») : Gurbèturas, Filipidjies, Xandùrǎs, Kalpazàjas, Thamàrǎs, Ćergàruras, Djambàzuras, Madjùrǎs, Śkodrànǎs, Vlaxìčkos, Sastërnenqes ;
- E) Groupes récents ou troisième strate (similaire à la deuxième strate, mais avec mutation) : Boìadjis, Drizàrǎs, Kalderàšas, Kelderàsas ou Kelderàras (dits aussi Caldéraches), Krpàris, Kókalàras, Lautàras, Lovàris, Olašski cigánis et Rómungros.

## Histoire
L'histoire des Roms a été marquée par une déportation vers l'ouest du sous-continent indien à partir du xe siècle, une grande diaspora à travers l'Europe au xve siècle suivie de nombreuses persécutions, une autre diaspora vers l'Amérique au xixe siècle, et enfin le porajmos (tentative de génocide par le régime nazi).

### Contes des origines
De nombreux contes poétiques de la tradition orale circulent sur l'origine des Roms et font partie de leurs traditions. Ils en font des descendants de la divinité hindoue Rāma, ou encore de Rāmachandra, avatar de Vishnou, de Cham, fils de Noé, des mages de Chaldée, des Égyptiens de l'époque pharaonique, des manichéens de Phrygie, de la Marie-Madeleine biblique, d'une des tribus perdues d'Israël, de Tamerlan, du Grand Moghol, des Mamelouks, d'anciennes tribus celtes du temps des druides, voire des Mayas, des Aztèques, des Incas… La fascination exercée par de tels mythes a encouragé ces nomades, vivant souvent de leurs talents, à se donner eux-mêmes les origines les plus mystérieuses. Quant à la tradition écrite, un récit légendaire du milieu du Xe siècle, la Chronique persane de Hamza al-Isfahani (en), reproduite et embellie au XIe siècle par le poète Ferdowsi, fait état de migrations de Zott, Djâts, Rom ou Dom (hommes) partant du Sind actuel vers la Perse[réf. souhaitée]. Plus récemment, les protochronistes ont fait remonter l'origine des Roms à Hérodote, lequel mentionne une tribu du nom de Sigynnes (qui sont des Scythes pour les historiens[réf. nécessaire]).

### Origine indienne

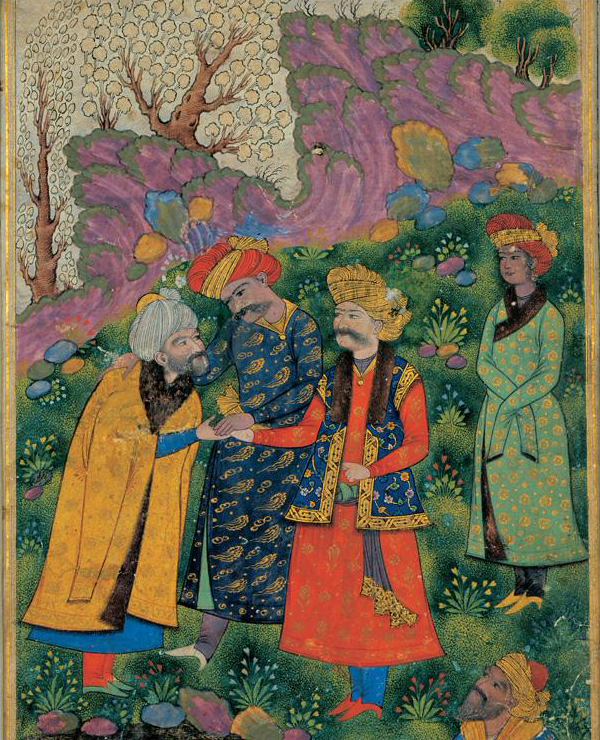
Mahmoud de Ghazni et Ayaz
Le sultan, à droite, serre la main du cheikh, Ayaz se tient debout derrière lui. Le personnage à droite est Chah Abbas Ier qui régna environ 600 ans plus tard. Musée d'Art contemporain de Téhéran, Iran.

Les Roms seraient originaires du Pakistan ou du nord de l'Inde, peut-être de Kânauj, d'où ils paraissent avoir été déportés, parmi les dizaines de milliers de prisonniers ou esclaves sélectionnés par les armées de Mahmoud de Ghazni, vers 1018, pour être conduits à Ghazni et embellir cette ville, en actuel Afghanistan,,,.
Ensuite ils vont vers le plateau Iranien et l'Asie centrale, où on les appelle Kaoulis et Djâts, et, à travers ce qui est maintenant l'Iran, l'Arménie, le Caucase, le sud de l'ex-URSS et la Turquie, s'être mis, comme charriers, éleveurs de chevaux, servants et éclaireurs, au service des Mongols, qui les protégèrent et leur laissèrent, en échange, une part du butin. Avec la Horde d'or et Tamerlan, les Roms parvinrent ainsi en Europe, en Anatolie et aux portes de l'Égypte. Des populations reconnues par d'autres Roms comme telles vivent encore en Iran, y compris ceux qui ont migré vers l'Europe, et qui en sont revenus. Deux directions migratoires sont connues : vers le sud-ouest et l'Égypte (Roms méridionaux ou Caraques, terme venant soit du grec korakia : « les corneilles », soit du turc kara : « noir »), les autres vers le nord-ouest et l'Europe (Roms septentrionaux ou Zingares, mot venant peut-être d'une déformation du terme Sinti). Au XIVe siècle, des Roms esclaves des Tatars atteignent les Balkans. Au XVIe siècle, ils sont attestés en Écosse et en Suède. Vers le sud ils traversent en 1425 les Pyrénées et pénètrent en 1479 dans ce qui deviendra l'Espagne. Les nomades d'origine indienne ayant migré en Afrique du Nord, se nomment les doms.
Ils sont Tsiganoi parmi les Byzantins (d'où Tsiganes), Cingene parmi les Turcs, Romani-çel pour eux-mêmes (c'est-à-dire « peuple rom », d'où Romanichels pour les Croisés francophones), Manuschen pour les Croisés germanophones et Gypsies pour les Croisés de langue anglaise. La plupart des Roms, une fois parvenus en Europe, se mirent sous la protection des seigneurs nobles et des monastères ou abbayes, échappant ainsi à la vindicte des cultivateurs sédentaires, et continuant à exercer leurs métiers traditionnels au service de leurs nouveaux maîtres (leur esclavage était une servitude de type féodal nommée Roba dans les pays slaves, ce qui ressemble à la fois à leur nom de Roma et au mot « Robota » : travail). Au XIVe siècle, la plupart des groupes de Roms que nous connaissons avaient achevé leur installation en Europe.

#### Éléments linguistique, génétiques et sociologiques
Les études linguistiques envisagent, vers la fin du XVIIIe siècle, des origines indiennes aux Roms. Une origine en Inde du nord a longtemps fait consensus du fait de données linguistiques, et par quelques auteurs dont Ian Hancock en 2006, qui sera validée par les recherches génétiques et sur la base de différents travaux universitaires de tiers, et qui voit une origine commune de tous les Roms il y a 20 à 24 générations, soit à la fin du XVIIIe siècle,. 
Selon les recherches en génétique de l'UWA, les caractéristiques génétiques de la population rom permettent d'attester leur origine indienne et d'estimer que leurs origines remontent de 32 à 40 générations environ. Les études génétiques indiquent que les Roms européens sont principalement les descendants d'un petit nombre de fondateurs (cinq lignées paternelles (dont I-P259, J-M92 et J-M67) et 11 lignées maternelles (dont H7, J1b3, J1c1, M18, M35b, M5a1, U3 et X2) représentant 58 % des individus étudiés ont été définies comme fondatrices des Roms européens). Cette ascendance indienne est confirmée par la présence de hautes fréquences pour l'haplogroupe du chromosome Y H-M52 (de fréquence extrêmement faible parmi les populations non-Roms en Europe), pour les haplogroupes mitochondriaux M82, M5, M18, M25 et M35 d'origine indienne et par la présence de maladies génétiques spécifiques que l'on retrouve également en Inde et au Pakistan. D'après les études portant sur les marqueurs autosomiques, le nord-ouest de l'Inde semble la patrie la plus probable des Roms européens, la période du départ de cette région étant évaluée à il y a environ 1 500 ans.
Dans les recherches linguistiques, la première hypothèse, plutôt européenne et anglo-saxonne, les rapproche du Sind et du Pendjab, régions dont les langues sont les plus proches des langages actuellement parlés par les Roms.
Dans les recherches sociologiques, la seconde hypothèse, plutôt indienne, se réfère à la société brahmanique, où les bouchers, les équarrisseurs, les tanneurs, les bûcherons, les fossoyeurs, les éboueurs, les chiffonniers, les ferronniers et les saltimbanques exerçaient des métiers nécessaires à la communauté, mais, considérés comme religieusement « impurs », n'avaient pas le droit d'être sédentaires et étaient hors-caste (çandales), avec toutefois une grande diversité, depuis les guerriers Rajputs (liés aux castes royales, équivalent hindou des samouraï japonais) jusqu'à ceux que l'on désigne aujourd'hui comme intouchables. En Inde, où ils sont connus sous des noms comme Banjara, Doma, Lôma, Roma ou Hanabadosh (en hindi/ourdou), ces groupes sociaux/professionnels plutôt qu'ethniques, aux origines géographiquement et socialement multiples, sont beaucoup plus mobiles et perméables que les castes traditionnelles (un enfant issu d'une union non autorisée, un proscrit pour quelque raison que ce soit sont eux aussi « impurs » et peuvent donc les rejoindre).

### Migration en Europe
L'histoire des Roms en Europe commence en 1416-1417, car c'est à cette époque que l'on trouve les premiers documents attestant de leur passage dans telle ou telle contrée (néanmoins, il est fort probable que de très petits contingents roms circulent en Europe dès le XIIe siècle).
Au XIVe siècle, des récits attestent pour la première fois de leur présence à Constantinople, en Crète, en Serbie, en Bohême, en Roumanie... Au siècle suivant, ils continuent d'avancer vers l'ouest.
L'Empire byzantin en accueille un grand nombre dès le début du XIVe siècle, sous le nom d'Atsinganos (Ατσίγγανος, qui a donné Tsigane, Zigeuner, Zingari, Ciganos, etc.) ou de Gyphtos (déformation de Egyptios = égyptien). L'Empire est traversé par les pèlerins occidentaux se rendant en Terre sainte. Ces voyageurs les appellent alors Égyptiens (Egitanos, Gitanos, Gitans, Egypsies, Gypsies). De l'Empire byzantin (et ensuite ottoman) les Roms se dispersent sur les routes d'Europe, et au XVe siècle, la diaspora commence à être visible partout : Hongrie, Allemagne, jusqu'à la Baltique et en Suisse. L'été 1419, les tribus apparurent sur le territoire de la France actuelle à Châtillon-sur-Chalaronne, dans la Bresse, à Mâcon, à Sisteron.

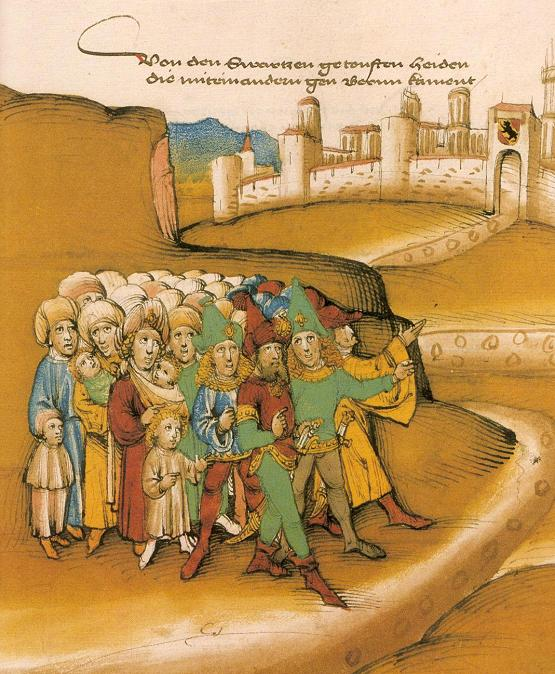
L'arrivée de getoufte heiden (littéralement : païens baptisés) à Berne par Diebold Schilling le Vieux, 1485.

En 1423, Sigismond Ier du Saint-Empire accorde à un certain Ladislav, chef d'une communauté tsigane, une lettre de protection qui permet à des familles d'émigrer depuis la Transylvanie vers la Hongrie,.
Le 11 juin 1447, un contingent rom arrive en Espagne, en Catalogne, et se dirige vers Barcelone : la même légende[Quoi ?] y est racontée ; d'autres clans roms plus nombreux s'éparpillèrent à leur tour sur ce territoire, tous avec un « duc » ou un « comte » de Petite Égypte à leur tête.
D'après le Journal d'un bourgeois de Paris, le 17 août 1427, 100 à 120 hommes, femmes et enfants, qui se présentent en tant que chrétiens, pèlerins pénitents recommandés par le Pape, originaires d'Égypte, sont annoncés par une délégation à cheval qui demande l'hospitalité, et autorisés quelques jours plus tard à séjourner à La Chapelle Saint-Denis. Intrigués par leur apparence physique et vestimentaire, ou par leurs anneaux portés à l'oreille, des curieux accourent de Paris et des environs pour les voir, se prêtant parfois à la chiromancie qui leur est proposée. La rumeur leur prête également des tours de magie durant lesquels se vide la bourse des passants. L'évêque de Paris réagit en se rendant sur place avec un frère mineur qui prêche et convainc le groupe de repartir. Praticiens et clients de chiromancie sont excommuniés. Le groupe repart en direction de Pontoise début septembre.
En Angleterre, les Roms arrivent en 1460 ; en Suède, en 1512 ; à la fin du XVIe siècle, en Finlande ; et au début du XVIIe siècle, les premiers textes légiférant sur leur présence en Grande Russie sont réalisés. En Russie méridionale, les Roms apparaissent sous les noms de Tataritika Roma, Koraka Roma et Khaladitika Roma soit « Roms des Tatars », « Roms Coraques » ou « Roms des Armées » qui témoignent de leur ancien statut d'artisans, éleveurs de chevaux, charrons, ferronniers, selliers ou éclaireurs auprès des Tatars, des caravaniers ou des Cosaques.
À leur arrivée (historique) en Europe, au XVe siècle, les Roms furent en règle générale bien accueillis ; ils obtinrent des protections qui leur permettaient de ne pas être inquiété par l'Inquisition, les groupes hérétiques gyrovagues étant les victimes privilégiées de l'Inquisition ; car c'est ce qu'ils étaient ostensiblement, précisément, mais leur politique fut toujours d'adopter en apparence la religion officielle, en s'accordant ainsi, en Europe occidentale, la protection du pape.
Ils deviennent indésirables et tombent, dès la fin du XVe siècle, sous le coup de décrets qui vont de l'expulsion pure et simple à l'exigence de sédentarisation : ce ne sont pas les Tsiganes qui sont visés, mais les nomades. Les récalcitrants sont emprisonnés, mutilés, envoyés aux galères ou dans les colonies, et même exécutés. La récurrence de ces mesures montre leur manque d'efficacité, sauf aux Pays-Bas, qui parviennent à tous les expulser au milieu du XIXe siècle.

#### Romsrobsdans les principautés roumaines

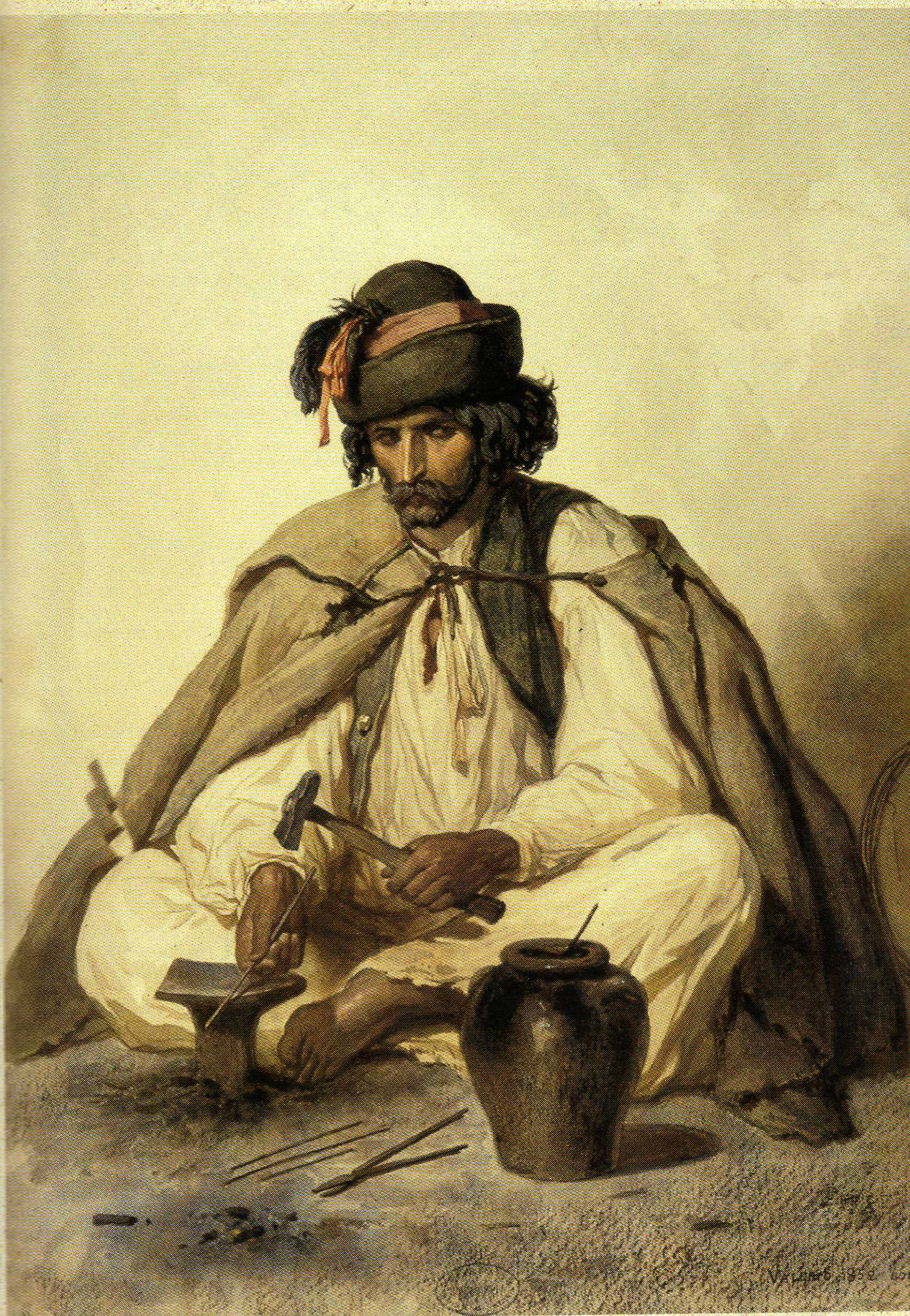
Ferronnier rom des monts Mátra au XIXe siècle, par Théodore Valerio, Costumes de la Hongrie et des Pays danubiens, Paris 1891, initialement présenté à l'Exposition universelle de 1855.

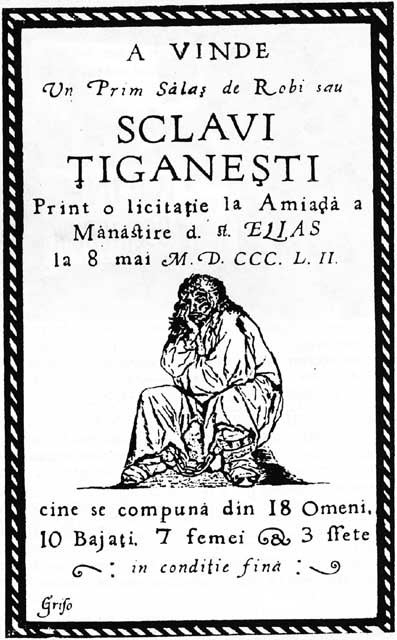
Affiche apocryphe annonçant la vente d'un « lot » de robs Roms en 1852.

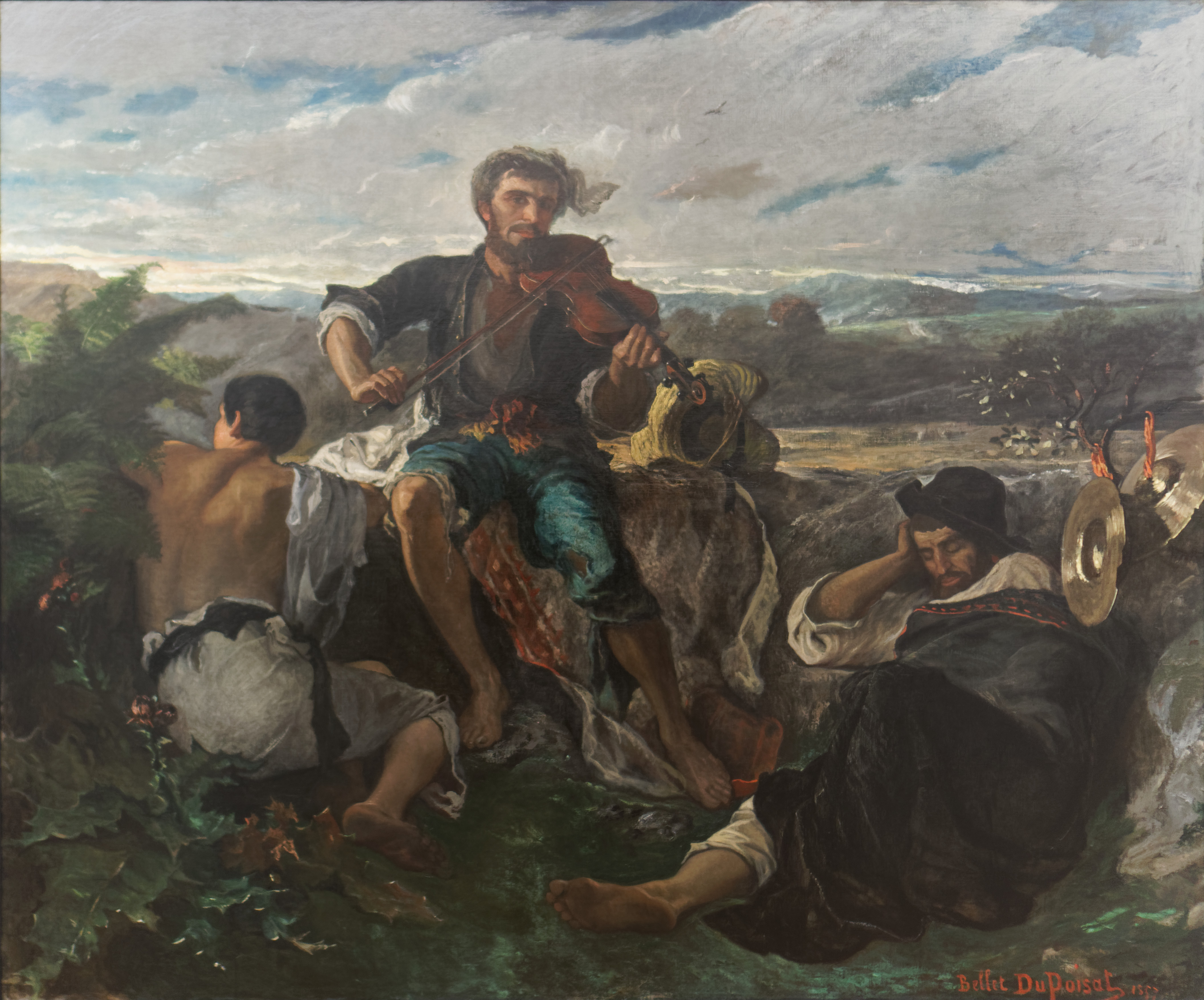
Les Trois Bohémiens, tableau de Joseph Alfred Bellet du Poisat, 1857, musée de Grenoble.

Les deux premiers documents attestant de la présence des Roms dans l'actuelle Roumanie sont des actes de donation de familles de robs roms à deux monastères, l'un de Vodița daté de 1385 et l'autre de Tismana daté de 1387, tous deux situés en Olténie dans l'ancienne Principauté de Valachie. La « robie », terme issu du mot slave robota : travail, est un statut traduit en français et en roumain moderne par « esclavage », mais qui s'apparente davantage au statut féodal de la servitude sous contrat, appelée εργατεία ou υποτέλεια (ergatie, hypotélie) dans les documents phanariotes en grec, et différente de la δουλεία (esclavage proprement dit) qui existait aussi, pour les (rares) eunuques africains attachés au service des cours princières. L'entrée de la plupart de Roms en « robie » est liée au recul des Tatars au XIVe siècle. Les Khans tatars cèdent alors leurs Roms au voïvode roumain victorieux, qui les distribue soit aux monastères de sa principauté, soit aux nobles, propriétaires terriens : les boyards. Ainsi en 1428, le voïvode moldave Alexandre le Bon fait don de 31 familles de Roms au monastère de Bistriţa en Principauté de Moldavie.
Le rob pouvait être vendu et acheté, mais contrairement à l'esclave, il pouvait avoir des possessions, se marier, racheter lui-même sa liberté et la revendre ailleurs : c'est pour cela que traditionnellement les Roms portent leur or sur eux, bien visible, sous forme de colliers, bijoux ou dents, afin de montrer leur solvabilité et leur capacité à se racheter. Il est la marque de leur dignité. En droit, les familles ne pouvaient pas être séparées sans leur propre accord, et un rob ne peut être puni sans le jugement d'un pope ; son témoignage ne vaut pas celui d'un homme libre mais est néanmoins enregistré ; les « robs » du voïvode ou hospodar (robi domnesti : « robs princiers ») sont libres d'aller et venir, mais payent tous les ans une redevance pour ce droit. Ils pratiquent toutes sortes de métiers : commerçants ambulants, forains, ferronniers, forgerons, rétameurs, bûcherons, maquignons, fossoyeurs, chiffonniers, saltimbanques, musiciens. Quant aux monastères et aux boyards, ils utilisent leurs « robs » comme domestiques ou comme contremaîtres pour faire travailler les paysans serfs. Ils offrent à quelques-uns une formation et des postes de majordomes, de comptables ou d'instituteurs pour leurs enfants. Si le maître ou la maîtresse de maison est stérile, une jeune Rom ou un jeune Rom pourvoira à la perpétuation de la famille, en toute simplicité (cas de Ștefan VIII, devenu voïvode de Moldavie). Les « robs » peuvent être donnés, légués ou vendus aux enchères.

### XVIIesiècleen France
En France, dès 1666, Louis XIV décrète que tous les Bohémiens de sexe masculin doivent être arrêtés et envoyés aux galères sans procès. Par la suite, lors de l'ordonnance du 11 juillet 1682, il confirme et ordonne que tous les Bohémiens mâles soient, dans toutes les provinces du Royaume où ils vivent, condamnés aux galères à perpétuité, leurs femmes rasées, et leurs enfants enfermés dans des hospices. Une peine était en outre portée contre les nobles qui donnaient dans leurs châteaux un asile aux Bohémiens ; leurs fiefs étaient frappés de confiscation,,.

### XVIIIeetXIXesièclesen Europe
Les philosophes des Lumières ne se sont pas montrés particulièrement tendres avec les Bohémiens, à l'exception peut-être de Jean-Jacques Rousseau. L'abbé Prévost ou Voltaire ont eu des mots assez durs, et Mallet, dans l'Encyclopédie, écrit comme définition pour Égyptiens : « Espèce de vagabonds déguisés, qui, quoiqu'ils portent ce nom, ne viennent cependant ni d'Égypte ni de Bohème ; qui se déguisent sous des habits grossiers, barbouillent leur visage et leur corps, et se font un certain jargon ; qui rôdent çà et là, et abusent le peuple sous prétexte de dire la bonne aventure et de guérir les maladies, font des dupes, volent et pillent dans les campagnes ». Le marquis de Sade, compagnon de route des Montagnards entre 1792 et 1795, imagine les aventures d'un tsigane philosophe, Brigandos, dans son roman Aline et Valcour écrit à la Bastille en 1788.
Le 6 décembre 1802, le préfet des Basses-Pyrénées Boniface de Castellane fait arrêter en une seule nuit les Bohémiens des arrondissements de Bayonne et Mauléon (environ 500 personnes) dans l'intention de les déporter en Louisiane,. Mais la guerre maritime empêcha l'exécution de ce projet et ils furent progressivement remis en liberté. Les femmes et les enfants furent répartis dans divers dépôts de mendicité en France et les hommes furent employés à divers grands travaux : canal d'Arles, canal d'Aigues-Mortes, construction de routes dans les départements des Hautes-Alpes et du Mont-Blanc. La détention des personnes ainsi arrêtées s'étend sur une période de trois ans. Après cet épisode, « tous sont revenus à leurs montagnes », estime Adolphe Mazure.
Vers la fin du XVIIIe siècle et tout au long du XIXe siècle, l'Europe éclairée alterne coercition et recherche de solutions « humaines » pour les sédentariser, d'autant que les Roms acquièrent avec la Révolution et le mouvement romantique une image plus positive empreinte de liberté. En Hongrie, on leur donne des terres et des bêtes, qu'ils revendent aussitôt à leurs voisins pour reprendre la route. L'échec de la plupart de ces politiques n'est pourtant pas une règle absolue, et une partie de la population nomade se sédentarise.
Au Siècle des Lumières, l'Espagne a essayé brièvement d'éliminer le statut de marginal des Roms en tentant d'interdire l'emploi du mot gitano, et d'assimiler les Roms dans la population en les forçant à abandonner leur langue et leur style de vie. Cet effort fut vain.
On rencontre, dans le nord des Vosges, dans le courant du XIXe siècle des familles manouches qui habitent des maisons dans les villages parfois depuis plusieurs générations, tout en maintenant leur spécificité culturelle. Vers la fin du XIXe siècle et le début du XXe siècle, leurs descendants se déplacent ensuite dans de nombreuses autres régions françaises, voire en Espagne ou en Amérique du Sud,.

#### Abolition de la robie
Depuis le XVIIIe siècle, des fils de boyards étudiants à Paris, initiés à l'esprit des Lumières et/ou en franc-maçonnerie, lancent un mouvement abolitionniste. Le processus se fait en plusieurs étapes. En 1825, en Moldavie, le Hospodar Ioniță Sandu Sturza délie les Roms de leurs liens envers les monastères et les boyards. Cet acte officiel part d'une bonne intention : mettre fin à la « robie ». Mais en pratique, cela laisse les Roms sans protection face aux agriculteurs sédentaires qui réclament des réformes agraires. De nombreux Roms reprennent alors le nomadisme, alors qu'ils s'étaient sédentarisés en majorité autour des domaines seigneuriaux (konaks) et abbatiaux. De toute façon, Sturdza est renversé en 1828 et la « robie » est aussitôt rétablie. Plus tard, en 1865, influencé par la Révolution roumaine de 1848 et par Victor Schœlcher, le prince humaniste Alexandru Ioan Cuza sécularise les immenses domaines ecclésiastiques et abolit la « robie » en Moldavie et Valachie. Toutefois il faut attendre 1923 pour que des lois leur donnent des droits égaux aux sédentaires et les protègent contre les discriminations (Constitution roumaine de 1923). Mais ces lois sont remises en question entre 1940 et 1944. Cette abolition de la robie a pour conséquence de faire émigrer les Roms Vlax en masse dans les pays voisins et dans le monde ; la plupart respectent leurs règles endogames et leur mode de vie nomade.

### Émigration aux États-Unis
L'immigration rom aux États-Unis commence avec la colonisation des Espagnols et les Roms étaient embarqués comme esclaves et certains s'échappèrent en arrivant aux Amériques avec de petits groupes en Virginie et en Louisiane[réf. nécessaire]. L'immigration à plus grande échelle commence dans les années 1860, avec des groupes de Romanichels ou assimilés (à tort — ainsi : les Pavees) du Royaume-Uni et les Travellers de l'Irlande. Au début des années 1900 commence une importante vague d'émigration de Roms récemment émancipés de Russie, de Roumanie et de Hongrie vers de nombreux pays d'Europe. Tous ces Roms seront appelés indistinctement « Romanichels » ou « Hongrois » dans la plupart des contrées où ils arrivent. Nombre d'entre eux s'embarqueront aussi à cette époque vers les Amériques. Le plus grand nombre d'émigrants appartient au groupe des Kalderash (« Căldărași » = « Chaudronniers ») de Roumanie. Un grand nombre émigre également vers l'Amérique latine.

### XXesiècle

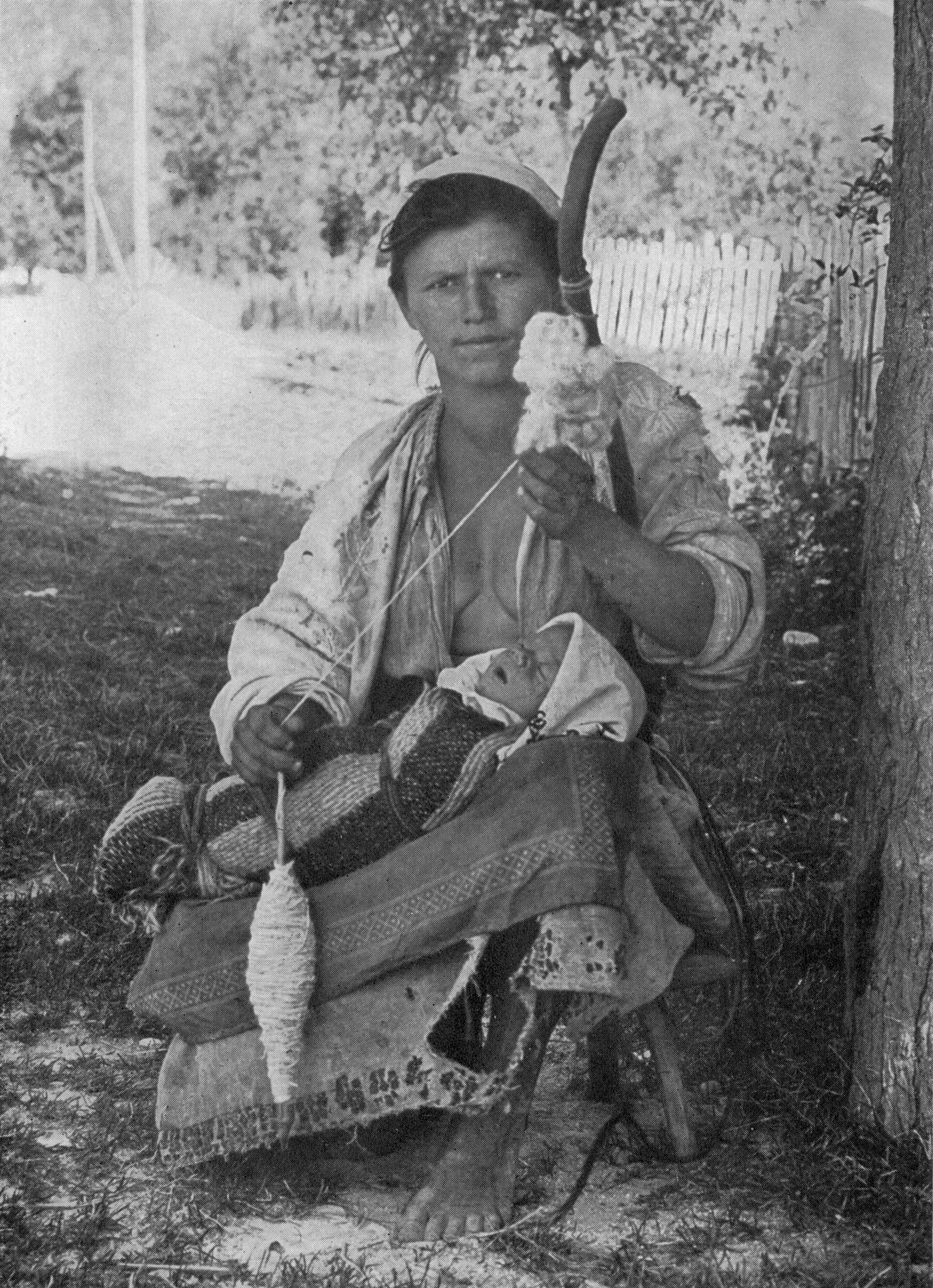
Mère gitane et son enfant, Hongrie, 1917.

Au XXe siècle, les grandes vagues de migration cessèrent au moment de la Première Guerre mondiale.
C'est, paradoxalement, la première moitié du XXe siècle, époque de libéralisation dans toute l'Europe, qui fut la plus dure pour les « gens du voyage ». En France, une loi sur « l'exercice des professions ambulantes et la circulation des nomades » les oblige pour la première fois, le 16 juillet 1912, à se munir d'un « carnet anthropométrique d'identité » qui doit être tamponné à chaque déplacement. Marcel Waline dira en 1950 à propos de cette loi, en vigueur jusqu'en 1969, qu'elle constitue « un cas probablement unique dans le droit français (…) de législation appliquant à une certaine catégorie de gens, les nomades, un régime d'exception, rejetant cette catégorie hors du droit commun, et adoptant, pour opérer cette discrimination, un critère fondé sur un élément racial »,. Ce contrôle administratif et de police existe toujours avec le Livret de circulation, dont la suppression est cependant programmée au terme d'une procédure législative entamée à l'Assemblée nationale en 2015. Voir aussi ci-après la section « L'après-guerre ».

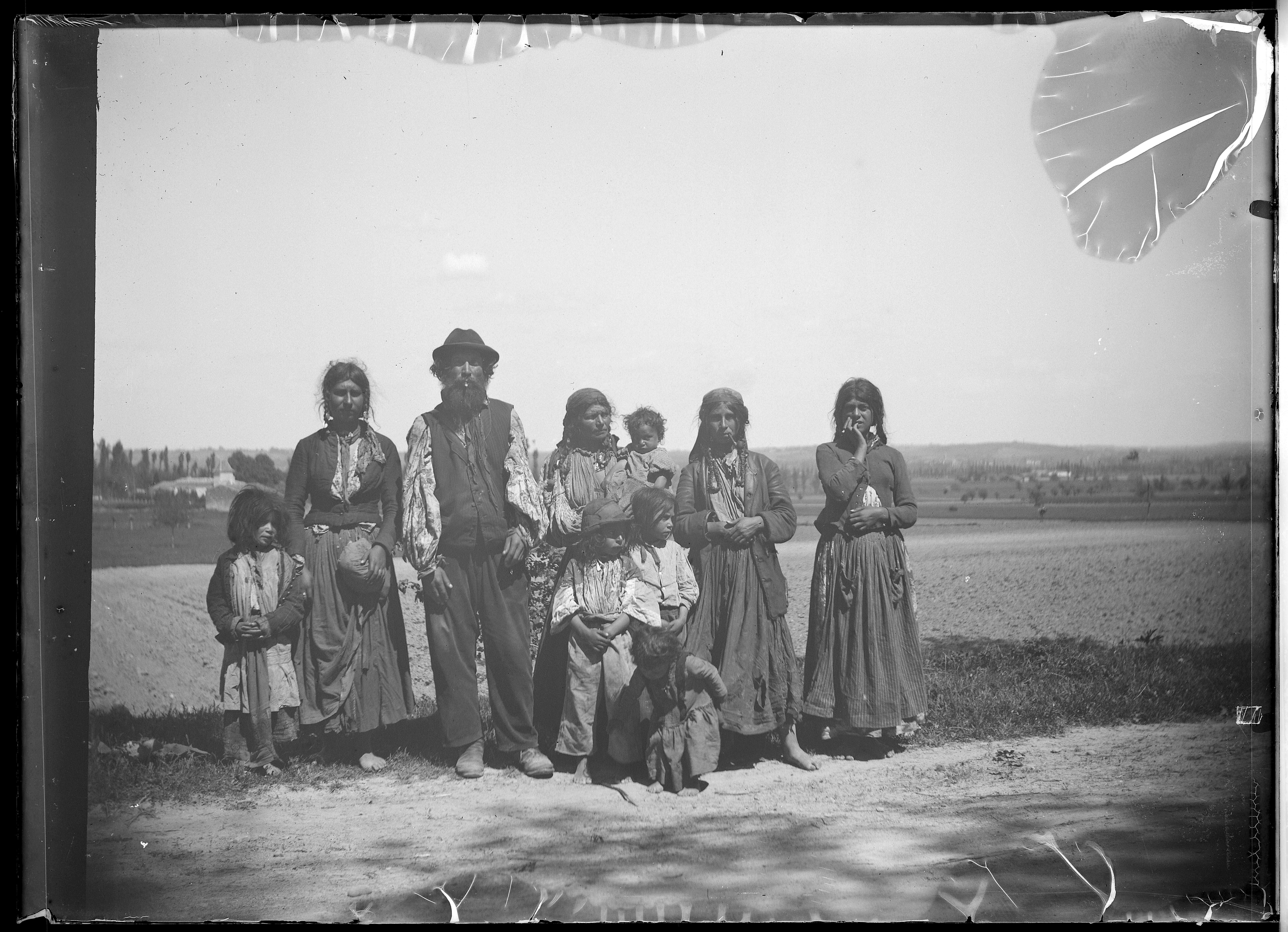
Famille de Bohémiens, Eugène Trutat, conservée au Muséum de Toulouse.

La répression du nomadisme se conjugue avec le succès des théories eugénistes sur la « protection de la race » dans les milieux scientifiques[Quand ?][réf. nécessaire]. La Suisse et la Suède mettent en place une législation qui vise à détruire la culture tzigane, avec l'assentiment ou l'approbation d'une majorité de la société. En Suisse, le département fédéral de justice et police planifie en 1930 l'enlèvement des enfants sur dix ans. La fondation Pro-Juventute a déjà mis en application en 1926 l'opération « les Enfants de la Grand-Route ». Celle-ci enlève de force les enfants des Yéniches (Tsiganes de Suisse, en allemand Jenische) pour les placer et les rééduquer dans des familles d'accueil sédentaires, des orphelinats voire des asiles psychiatriques en tant que « dégénérés ». Le docteur Alfred Siegfried, directeur des Enfants de la Grand-Route considère en effet les Yéniches comme génétiquement menteurs et voleurs. Non seulement on interdit aux parents biologiques de rencontrer leurs enfants (sous peine de prison) mais des stérilisations sont pratiquées sous prétexte « humanitaire » pour limiter leur reproduction. Cette opération ne prend fin en Suisse qu'en 1972. La Suède pratique une politique similaire jusqu'en 1975.

#### Génocide nazi

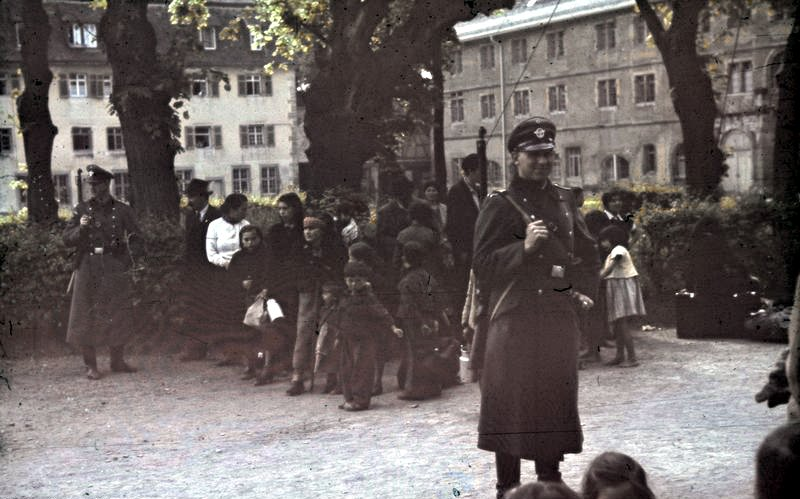
Déportation de Sintis et Roms d'Asperg, 22 mai 1940.

Le génocide contre les Roms n'est officiellement reconnu par l'Allemagne qu'en 1982. Si le génocide contre les Juifs a pris le nom de Shoah après le film éponyme de 1985, celui des Roms reste flou et selon les courants il s'appelle Porajmos, littéralement « engloutissement », ou Samudaripen, « meurtre total ». De plus, il est difficile de mesurer l'ampleur de ce génocide, car bon nombre de victimes n'ont pas été comptées.
En Allemagne, le Parti national-socialiste renforce, dès son arrivée au pouvoir, une législation déjà assez dure ; bien qu'Indo-Européens, les Zigeuner ne sont pas considérés comme des Aryens mais, au contraire, comme un mélange de races inférieures ou, au mieux, comme des asociaux. Ils sont vite parqués dans des réserves (on envisage d'en classer une tribu comme échantillon, mais le projet est abandonné), puis envoyés en Pologne, et enfin internés dans des camps de concentration sur ordre d'Himmler, puis assassinés dans des camps d'extermination.
Pendant la Seconde Guerre mondiale, déportés à Auschwitz, à Jasenovac, à Buchenwald, les Tsiganes sont victimes des persécutions nazies. Depuis les années 2000 à travers toute l'Europe, de nouvelles découvertes et mise en lumières d'archives par les chercheurs ont permis d'établir de nouvelles estimations qui varient entre 500 000 et plus d'1,5 million de morts (Ian Hancock). Les Tsiganes ont aussi participé à la résistance armée en France, en Yougoslavie, en Roumanie, en Pologne et en URSS.
D'autres massacres ont pris une forme particulièrement cruelle : ainsi, en Roumanie, le régime d'Antonescu déporte plus de 5 000 Roms vers l'Ukraine occupée par les Roumains (« Transnistrie ») : la plupart meurent de torture, de maladie (typhus), de froid ou de faim. Quelques habitants parviennent à protéger certains groupes. Le gouvernement roumain a officiellement reconnu ce génocide (en même temps que la Shoah) en 2005.

#### Camps d'internement de «nomades» en France

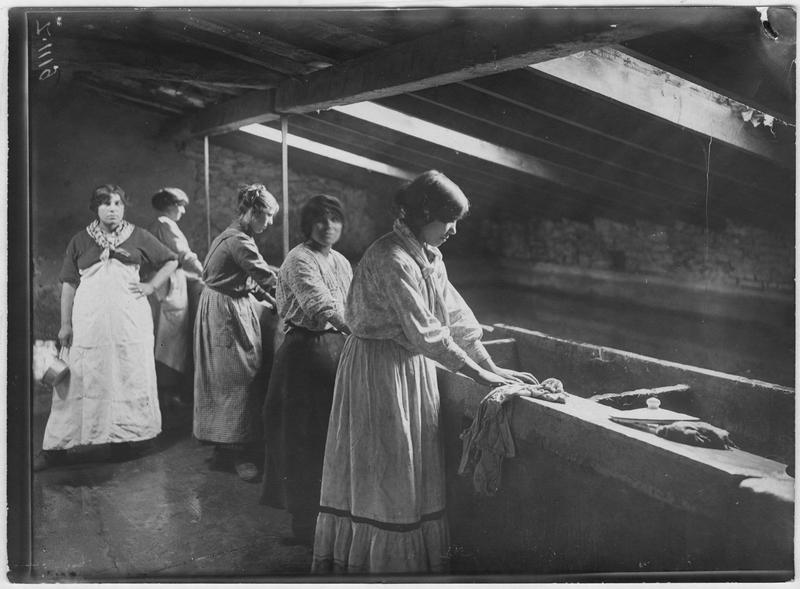
Femmes tziganes au camp de Crest, 1916.

Durant la Première Guerre mondiale, tandis que les tsiganes alsaciens-lorrains de nationalité allemande sont internés en tant que civils ennemis, ceux de nationalité française qui circulent dans les zones de combat sont arrêtés sous divers motifs et internés au camp de Crest, de 1915 à 1919.

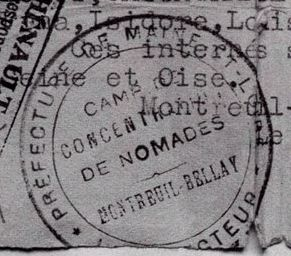
Tampon du « camp de concentration de nomades » de Montreuil-Bellay, 23 janvier 1943.

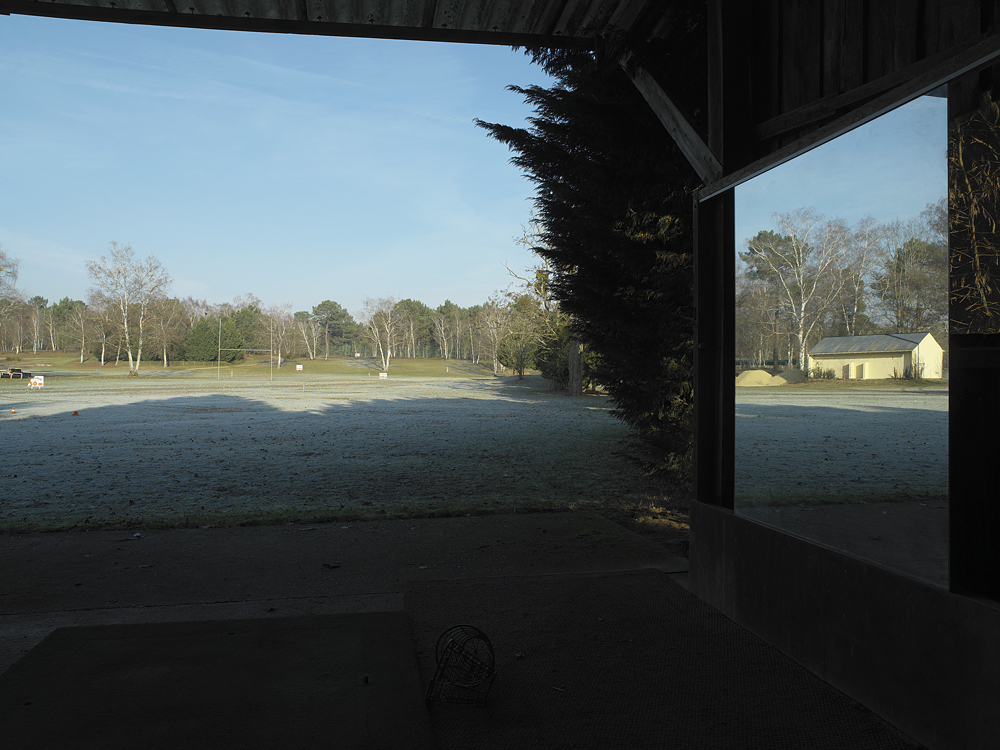
Les vestiges du camp de Coudrecieux et du camp de Mulsanne, diptyque d'Arno Gisinger, 2004.

Lorsque se déclenche la Seconde Guerre mondiale, la France n'attend pas l'occupation allemande pour prendre des mesures privatives de liberté à l'encontre des « nomades ». Le 16 septembre 1939, le préfet d'Indre-et-Loire les déclare « indésirables » dans le département et ordonne à la gendarmerie qu'ils « soient refoulés de brigade en brigade dans un autre département ». Le 22 octobre 1939, le général Vary (sl), commandant de la 9e Région militaire, ajoute une interdiction de séjour en Maine-et-Loire et une interdiction de circuler dans les deux départements précités ainsi que dans la Vienne, les Deux-Sèvres, la Haute-Vienne, la Charente, la Dordogne et la Corrèze, précisant quelques jours plus tard que la mesure s'applique également aux « forains ».
Un décret-loi du 6 avril 1940 prohibe la circulation des nomades sur l'ensemble du territoire métropolitain pour la durée de la guerre et impose l'assignation à résidence. Officiellement, cette mesure vise à réduire les risques d'espionnage mais il s'agit en réalité de contraindre les « Tsiganes » à la sédentarisation. Pour autant, les autorités se montrent réticentes à imposer l'internement à cause de la menace de reconstitution de bandes à l'intérieur des camps et pour ne pas imposer de charges trop lourdes à l'État. Ces réticences sont toujours de mise sous le régime de Vichy : seuls deux camps, le camp de Lannemezan et le camp de Saliers sont consacrés exclusivement à l'internement de « nomades » en zone sud.
En zone nord les Allemands sont à l'origine de l'internement des nomades. En 2025, le nombre réel d'internés, de déportés et d'assignés à résidence n'a toujours pas été établi Selon la thèse de l'historien Denis Peschanski publiée en 2002 et qui confirme son estimation de 1994, le nombre des Tsiganes internés une ou plusieurs fois entre 1940 et 1946 s'élève à 3 000. D'autres chiffres ont été cités : Marie-Christine Hubert a cité en 1999 un minimum de 4 657 internés tsiganes en zone occupée et 1 404 en zone libre, en précisant que 90 % sont de nationalité française, et que 30 à 40 % sont des enfants. Ce chiffre de 6 000 a été confirmé en 2009 et repris en 2010, par le secrétaire d'État aux anciens combattants Hubert Falco.
L'ordonnance du Militärbefehlshaber in Frankreich du 4 octobre 1940 édicte que « les Tsiganes se trouvant en zone occupée doivent être transférés dans des camps d'internement, surveillés par des policiers français ». Les autorités françaises y répondent dans un premier temps en créant de petits camps plus ou moins organisés ou improvisés,, où les « nomades » sont soumis à un régime d'assignation à résidence assez dans l'esprit de la circulaire du 26 avril 1940 aux préfets : autorisation de quitter le camp le jour pour trouver des moyens de subsistance, à condition de regagner le camp le soir, à l'instar du camp de la rue Le-Guen-de-Kérangal à Rennes.
Le régime se durcit progressivement. Il n'y a pas de barbelés ni de mirador au camp établi jusqu'en décembre 1940 par le département des Deux-Sèvres dans les ruines du château de Châtillon à Boussais, ce qui n'est plus le cas au camp de la route de Limoges où les « nomades » de Boussais sont ensuite transférés.
Le règlement du camp de Coudrecieux rédigé en août 1941 précise qu'aucune permission n'est accordée aux internés, tout en permettant des sorties encadrées par les gendarmes. Dans son étude sur Arc-et-Senans, Alain Gagnieux distingue la période « camp de rassemblement » de septembre 1941 à mai 1942 et la période « camp d'internement » de mai 1942 à septembre 1943 lorsque les autorisations de sortie furent exclues.
Les conditions de vie au camp de Moisdon-la-Rivière sont décrites le 8 décembre 1941 par l'assistante sociale principale : les repas consistent en ersatz de café le matin avec une ration de pain pour la journée, parfois un peu de viande le midi pour agrémenter navets, betteraves, choux, et le soir une soupe trop claire ; à l'exception de quelques familles, « toutes les autres sont parquées comme des bêtes dans deux grands baraquements de bois repoussants de saleté où jamais ne pénètrent ni le soleil ni l'air », la gale et les poux ne manquant pas de faire leur apparition,. En mai 1942, les instituteurs du camp de Mulsanne obtiennent du directeur d'une scierie voisine « l'autorisation de collecter les écorces et brindilles qui couvrent les sapinières (…) [qui] seraient collectées par les enfants au cours de promenades surveillées et destinées à la cuisson du lait des bébés du camp, aucun moyen de chauffage n'ayant été prévu jusqu'à présent ». Au total, une quarantaine de camps d'internement ont été ouverts en France durant la Seconde Guerre mondiale.

##### Déportations
D'une part, 66 hommes adultes en provenance du camp de Poitiers quittent le camp de Compiègne le 23 (ou 24) janvier 1943 pour être déportés à Oranienburg-Sachsenhausen, d'autre part, un second groupe de 25 hommes adultes du camp de Poitiers sont déportés au cours de la même année vers Buchenwald. Emmanuel Filhol cite le cas d'un déporté de Sachsenhausen qui rentre de déportation en août 1945 et se voit à nouveau assigné à résidence sous le coup du décret du 6 avril 1940 que les gendarmes continuent d'appliquer jusqu'en juin 1946.
En 1995, le quotidien Centre-Presse publie le récit d'un survivant de Buchenwald qui témoigne du « froid et de la faim, des coups, du travail harassant dans les galeries souterraines » qui causèrent la mort de son père et neuf membres de sa famille.
Par ailleurs, des personnes du Nord-Pas-de-Calais rattaché par l'occupant à la Belgique furent arrêtées fin 1943 à la suite de l'ordre d'Himmler d'arrêter tous les Tsiganes de Belgique et du Nord-Pas-de-Calais, puis internées au camp de Malines et déportées vers Auschwitz par le convoi Z du 15 janvier 1944. Seules 12 personnes belges ou françaises ont survécu sur les 351 convoyées de Malines à Auschwitz. Parmi les 351 personnes, au moins 145 étaient françaises, au moins 121 étaient belges, et 107 étaient des enfants de moins de 16 ans.
Il existe également quelques cas connus, non exhaustifs, de Gitans français déportés en tant que résistants.

##### Fin des camps
Les derniers internés au camp de Jargeau ne le quitteront qu'en décembre 1945, alors que les déportés survivants sont rentrés d'Allemagne depuis le printemps. Le dernier camp à fermer est le camp des Alliers à Angoulême, qui fonctionne jusqu'au 1er juin 1946. Les internés sont libérés mais placés sous une étroite surveillance. Le régime des nomades reprend ses droits,. À la sortie, les familles libérées ne retrouvent pas les roulottes et chevaux qu'elles possédaient et ne reçoivent aucune aide ou indemnisation. Certaines se réfugient dans la grotte des Eaux-Claires à Ma Campagne.
Toutefois, un petit nombre de personnes ont obtenu le statut d'« interné politique » longtemps après la guerre.

##### Mémoire
En 1985, une stèle est érigée au camp de la route de Limoges à Poitiers, qui mentionne la présence des Tsiganes dans ce camp, avec des Juifs et des résistants.
En 1988, une modeste stèle commémorative est érigée sur le site d'internement de Montreuil-Bellay. Les vestiges de ce camp font l'objet d'une inscription aux Monuments historiques le 8 juillet 2010.
Des stèles furent également érigées au Camp de Jargeau en 1991, à Laval (mémoire des camps de Grez-en-Bouère et Montsûrs) en 1993, à Arc-et-Senans en 1999, au camp de Linas-Montlhéry en 2004, à Angoulême (camp des Alliers), et Lannemezan en 2006, à Avrillé-les-Ponceaux (camp de La Morellerie) et Barenton en 2008.
Un monument, œuvre du sculpteur Jean-Claude Guerri, a été inauguré à l'emplacement du camp de Saliers le 2 février 2006.
L'ouvrage « Les lieux de mémoire » publié de 1984 à 1992 sous la direction de Pierre Nora, et les principaux manuels d'histoire de classe de terminale disponibles en 2009 n'évoquent pas les camps d'internement de « nomades ».
Depuis 2004, une cérémonie d'hommage aux victimes nomades de l'internement en France (1939-1946) est organisée le 2 août sous l'Arc de triomphe de l'Étoile à Paris.
Le film Liberté de Tony Gatlif, qui a pour thème les politiques anti-tsiganes en France sous le régime de Vichy, paraît en 2010.

#### Après-guerre

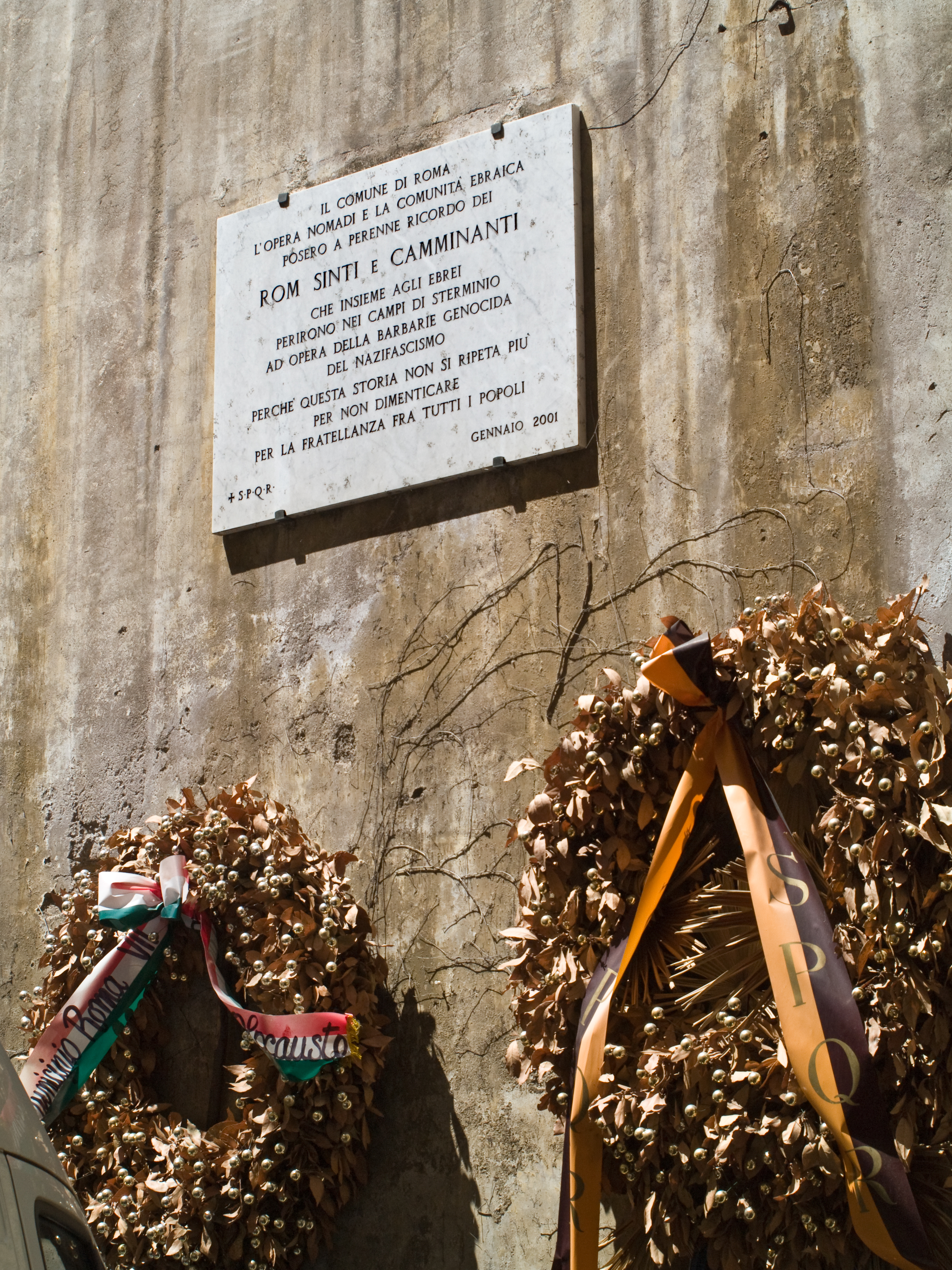
Plaque fleurie à Rome en mémoire des Rom, Sinti et gens du voyage morts en camps d'extermination.

Si le génocide a violemment marqué les consciences des populations concernées, il a longtemps été un angle mort de la recherche historique et des récits officiels Il faut attendre 2025, en France, pour que des recherches sur le nombre réel de victimes Tsiganes des camps de concentration français soient effectuées par le CNRS. Il faut attendre 1969 pour qu'une loi plus libérale remplace en France la loi de 1912, sans opposition, les députés qui sont peu favorables aux Tsiganes craignant d'être assimilés aux promoteurs du racisme sous l'occupation allemande.
Entre 1944 et 1946, dans plusieurs pays de l'Europe de l'Est, comme la Pologne, la Roumanie, la Hongrie, ou la Bulgarie, de nombreux pogroms eurent lieu contre les Roms, accusés de collaboration avec l'Allemagne, ou « profiteurs de guerre » (marché noir et vols de marchandises à des paysans). On ignore l'ampleur de ces pogroms et le nombre de victimes, d'autant plus que certains de ces pays étaient occupés par l'Armée rouge et allaient basculer vers les démocraties populaires communistes.
Le « Comité international tsigane » créé en 1967, réunit à Londres en 1971 le premier « Congrès mondial tsigane », durant lequel des délégués de 14 pays décident de recommander l'utilisation du terme « Rom ». Le Congrès mondial rom réuni à Genève en 1978 crée l'Union romani internationale qui a un statut consultatif à l'ONU.
Les Roms sont mentionnés pour la première fois dans un texte officiel de l'ONU à travers la résolution 6 (…) du 31 août 1977 de la Sous-Commission de la promotion et de la protection des droits de l'homme exhortant les pays « qui ont des Tsiganes (Romanis) à l'intérieur de leurs frontières à accorder à ces personnes, s'ils ne l'ont pas fait jusqu'ici, la totalité des droits dont jouit le reste de la population ».
Les dernières décennies sont marquées par une conversion massive de la communauté au protestantisme évangélique[réf. nécessaire]. En France, 100 000 adultes au moins rejoignent l'association cultuelle Vie et Lumière fondée en 1953 et membre de la Fédération protestante de France[réf. nécessaire].
Une troisième grande vague de migration se produit entre l’Europe du Sud-Est et l’Europe de l’Ouest, qui s'accélère après l’effondrement du bloc soviétique à la fin du XXe siècle.

## Démographie et société contemporaines
Avec une population estimée en 2014 par le Conseil de l'Europe entre 10 et 12 millions de personnes, soit un peu plus de 1% de la population européenne, les Roms sont la plus grosse minorité ethnique d'Europe.
Le niveau d'intégration des Roms dans la société est variable. Les statistiques roumaines ne reconnaissent qu'un demi-million de Roms, alors qu'eux-mêmes estiment leur nombre entre 0,5 et 1 million.
Quelquefois, ils ont prospéré, par exemple chez les Căldăraşi (Caldéraches) de Roumanie, qui travaillent traditionnellement le cuivre.
Dans certains pays comme la Slovaquie ou la Roumanie, où il est possible de constituer des partis ethniques, les Roms ont constitué des partis et ont au Parlement des représentants en tant que tels. Toutefois, leur entrée en politique n'est pas sans risques. Dans ces deux pays, les partis conservateurs (ex-communistes), cherchant à retarder l'intégration en Union européenne, leur ont distribué dans les anciens kolkhozes des terres qui étaient revendiquées par leurs anciens propriétaires, les agriculteurs locaux spoliés par la collectivisation. Les partis rénovateurs pro-européens, favorables à la restitution, soutenaient ces agriculteurs contre les Roms, ce qui a conduit à des désordres civils dans quelques villages. À la suite de ces manipulations, la plupart des dirigeants politiques roms se sont détachés des conservateurs (communistes) et rapprochés des rénovateurs (libéraux). En 2000, un parlement international rom, basé à Vienne, a été créé. En juin 2004, Lívia Járóka devint le premier membre rom hongrois du parlement européen (elle avait été précédée d'un seul auparavant : Juan de Dios Ramírez-Heredia, d'Espagne). Depuis lors, deux autres Roms y ont été élus, l'un sur la liste ADLE : Mme Viktória Mohácsi (Hongrie), l'autre sur celle du parti roumain libéral.
Sept États de l'ancien bloc communiste ont lancé l'initiative Décennie de l'intégration tzigane en 2005, pour améliorer les conditions socio-économiques et le statut de la minorité rom. En septembre 2008, les deux députées au Parlement européen d'origine rom, Lívia Járóka et Viktória Mohácsi, ont réussi à faire voter cette initiative au niveau de toute l'Union européenne.

### Albanie
En Albanie, selon certaines estimations, il y aurait entre 100 000 et 140 000 Roms.

### Bulgarie
Dans les années 1990-2000, la terre arable a souvent été un enjeu dans des conflits dont les Roms furent les « pions ». Lorsque les paysans ont réclamé la restitution de leurs terres aux ex-communistes (anciens directeurs de kolkhozes), ces derniers ont placé des ouvriers agricoles, souvent Roms, sur ces terres, pour ne pas les rendre (la loi protégeant les cultivateurs occupant le terroir, contre les revendications de propriétaires antérieurs). Ils ont même offert à ces Roms de quoi construire des maisons, une construction rendant la parcelle définitivement inaccessible à ses propriétaires légitimes, selon la loi de l'époque.

### Espagne
L'Espagne est le pays de l'Europe de l'Ouest qui accueille la plus grosse communauté de Roms. C'est aussi l'un des rares à lui avoir donné le statut de minorité nationale. Le gouvernement catalan a adopté depuis 2009 un plan d'action pour le développement de la population gitane,.

### France

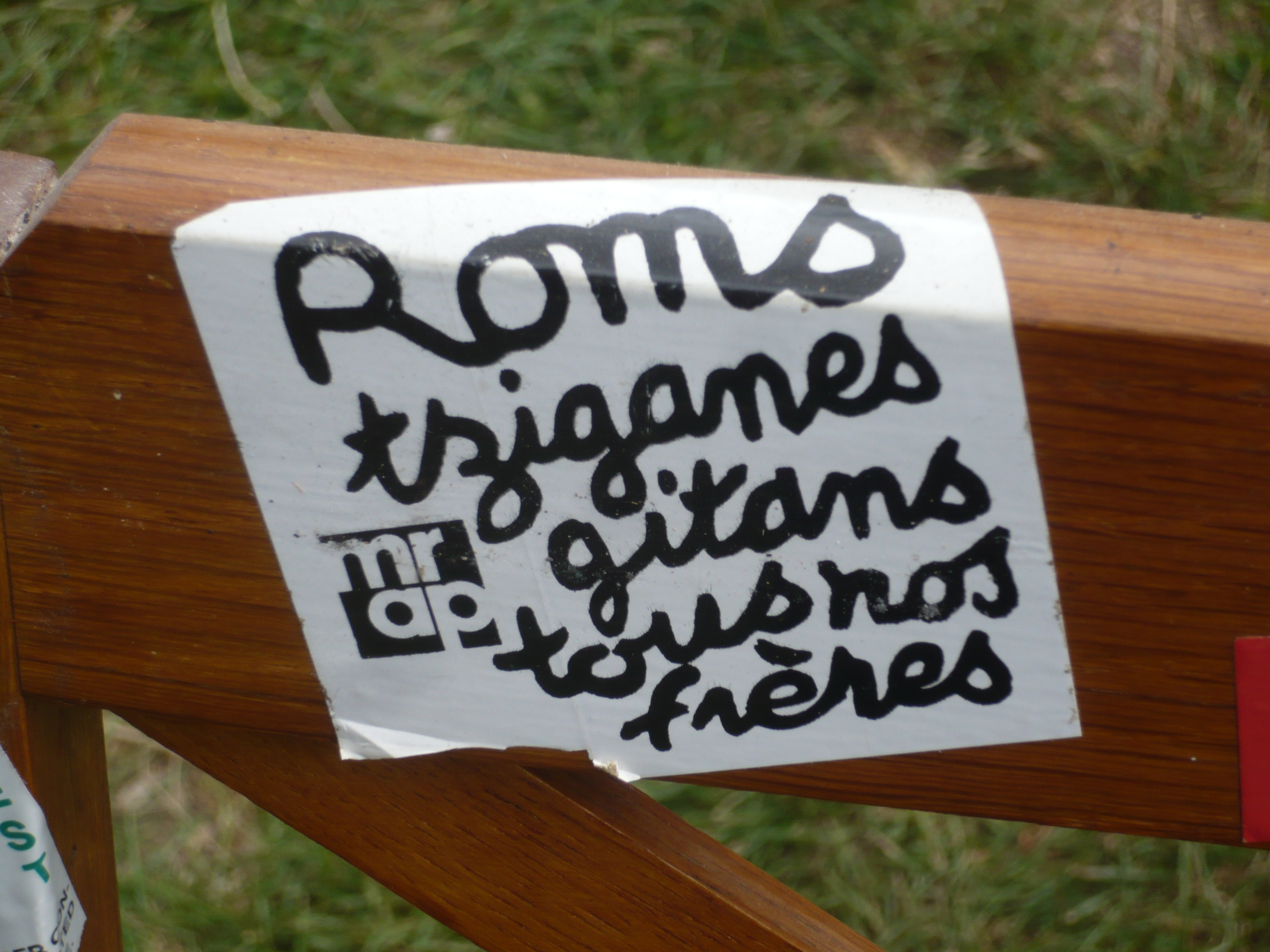
Autocollant du MRAP utilisé lors d'une campagne de soutien - années 1980.

La plupart des Roms (au sens de l'URI) de France sont sédentaires, salariés, intégrés[réf. nécessaire], même si une « minorité visible » restée semi-nomade pratique le travail à la journée (par exemple dans les vergers à l'époque de la cueillette, ou dans le bâtiment). Cependant, une partie de la classe politique les accuse, dans leur totalité ou en en désignant une partie, de pratiquer la mendicité ou la délinquance, de façon forcée par des réseaux mafieux ou de manière volontaire.[réf. nécessaire].
Elle vise en fait une minorité de sédentaires roumains et pays proches, exilés, qui a commencé à circuler depuis l'entrée de la Roumanie et de la Bulgarie dans l'Union européenne, le 1er janvier 2007, bénéficiant à partir de ce moment des droits de liberté de circulation dont bénéficie tout citoyen de l'Union européenne. Selon certaines associations et journaux, « On compte […] en France environ 15 000 Roms migrants de nationalité roumaine, bulgare, tchèque, slovaque, hongroise, moldave ou des pays de l'ex-Yougoslavie (Serbie, Croatie, Kosovo notamment). La plupart d'entre eux ont immigré dans les années 1990, peu après la chute des États communistes. »
Si une partie de ces Roms pratique le travail à la journée, c'est parce que jusqu'en 2014, les ressortissants de la Bulgarie et de la Roumanie ne sont pas totalement bénéficiaires du principe européen de libre circulation et, pour travailler officiellement, ont besoin d'un titre de séjour et d'une autorisation de travail : c'est pour cela qu'ils sont expulsables. De plus, la directive communautaire de 2004 sur la libre circulation des ressortissants de l'UE n'a pas été totalement transposée en droit français, notamment ses dispositions relatives aux garanties accordées aux personnes expulsées.
Dans cette situation, les expulsions de Roms sont passées de 2 000 en 2003 à environ 8 000 en 2008. Depuis 2007, le nombre de reconduites à la frontière de Roms roumains en France se situe entre 8 000 et 9 000 par an, représentant environ 30 % des objectifs chiffrés de reconduite à la frontière. Ces retours sont en grande partie volontaires car ils sont assortis de primes de 300 € par adulte et 100 € par enfant et de la prise en charge du billet d'avion.
En 2009, la France a expulsé 10 000 Roms de Roumanie et de Bulgarie. Le 9 septembre 2010, le Parlement européen a réclamé la suspension de ces retours forcés, contraires au droit communautaire.
8 030 Roms en situation irrégulière ont ainsi été reconduits par la France en Roumanie et en Bulgarie entre le 1er janvier et le 25 août 2010. Selon le ministre Éric Besson, 1291 l'ont été de manière contrainte, et 6739 de manière volontaire, au moyen de 27 vols « spécialement affrétés ».
En 2014, près de 13 500 Roms ont été expulsés de leurs campements, contre 19 380 en 2013 selon les chiffres de la Ligue des droits de l'Homme (LDH) et le Centre européen pour les droits des Roms (CEDR). En 2014, la France est critiquée par le rapport d'Amnesty International en raison d'expulsions réalisées dans des conditions jugées par l'ONG « épouvantables ».
Certains « gens du voyage » français ne veulent pas être identifiés aux Roms en raison de la large utilisation du terme Rom en lien avec les problèmes de délinquance faite par des médias francophones et par des hommes politiques[réf. nécessaire] tels Nicolas Sarkozy, Manuel Valls, Christian Estrosi, Éric Ciotti Lionnel Luca, ou de partis politiques comme le Front national.
Selon l'eurodéputé roumain Cristian Preda, membre du parti au pouvoir (PD-L) et ancien secrétaire d'État à la Francophonie, l'emploi du mot Rom en français est devenu synonyme à la fois de « délinquant » et de « Roumain ». Rom et Roumain étant ainsi devenus péjoratifs, Dorin Cioabă, le fils du « roi » (autoproclamé) des Roms, a suggéré en 2009 d'utiliser le terme d'Indirom à la place de Rom.
La politique d'intégration menée par les ONG et l'État roumain porte des fruits : d'après Martin Olivera, ethnologue connaissant bien la communauté Rom « certains [des Roms] ont effectivement voyagé de Roumanie en France, mais étaient sédentaires là-bas et ne demandent pas mieux que de se sédentariser ici ». Toutefois, comme les Afro-Américains aux États-Unis ou les Dalits en Inde, une partie de la communauté reste très marginale socialement et vit, en Occident comme en Europe de l'Est, dans des conditions extrêmement précaires.
Mais ces estimations ne concernent que les environ 0,6 million de Roms comptés comme tels dans les statistiques roumaines, alors que selon Nicolae Paun, si l'on comptait aussi les 0,3 à 0,6 million de Roms intégrés (qui eux, sont comptés comme Roumains), le peu d'ampleur de la marginalité apparaîtrait clairement : selon lui, les Roms en tant que groupe ethnique ne sont pas plus marginalisés que n'importe quelle classe sociale de niveau socio-économique et culturel équivalent. À l'encontre de cette position, les nationalistes roumains (comme les nationalistes français en France), refusent de considérer les Roms comme des Roumains et les perçoivent comme une population indésirable venue d'ailleurs, vivant en parasite et impossible à intégrer. Cette tendance d'opinion se fait un devoir de les appeler couramment « Tziganes », mot péjoratif, en dépit de la loi qui prescrit l'appellation de « Roms »

### Hongrie
Les Roms restent discriminés en Hongrie. Le gouvernement hongrois entend d'ici à septembre 2011 faire voter une loi qui proposera aux allocataires de prestations sociales « des tâches d'intérêt général sur de gros chantiers de travaux publics, tels la construction d'un stade de football à Debrecen (à l'est du pays), le nettoyage des rues mais aussi l'entretien des parcs et des forêts ».

### Italie
En mai 2008, en Italie, près de Naples, des camps roms ont été brûlés. En 2010, le gouvernement de Silvio Berlusconi a déjà fait évacuer de nombreux camps illégaux et demande à Bruxelles l'autorisation d'expulser les Roms.
D'autres camps de Rome sont en 2014 l'objet de l'enquête judiciaire Mafia Capitale : certains groupes mafieux auraient détourné les fonds européens destinés à l'intégration de ces populations, ce qui expliquerait l'état de profonde dégradation des infrastructures leur étant destinées.
Les autorités estiment, en 2020, à 145 le nombre de bidonvilles et campements informels habités par des Roms dans la Péninsule. Environ 20 000 personnes y vivent.

### Pologne
Arrivée en Pologne au XIVe siècle, la population Rom est estimée au début du XXIe siècle entre 17 000 et 35 000 personnes. Ils y ont souffert des persécutions, notamment lors de l'occupation nazie au cours de laquelle un nombre très important (le chiffre exact n'est pas connu) d'entre eux a été exterminé. Ils subissent toujours les préjugés et les persécutions, qu'ils soient Roms polonais ou étrangers (de Roumanie ou de Macédoine du Nord) et ce malgré l'instauration d'une loi en 2011 destinée à les protéger.

### Roumanie

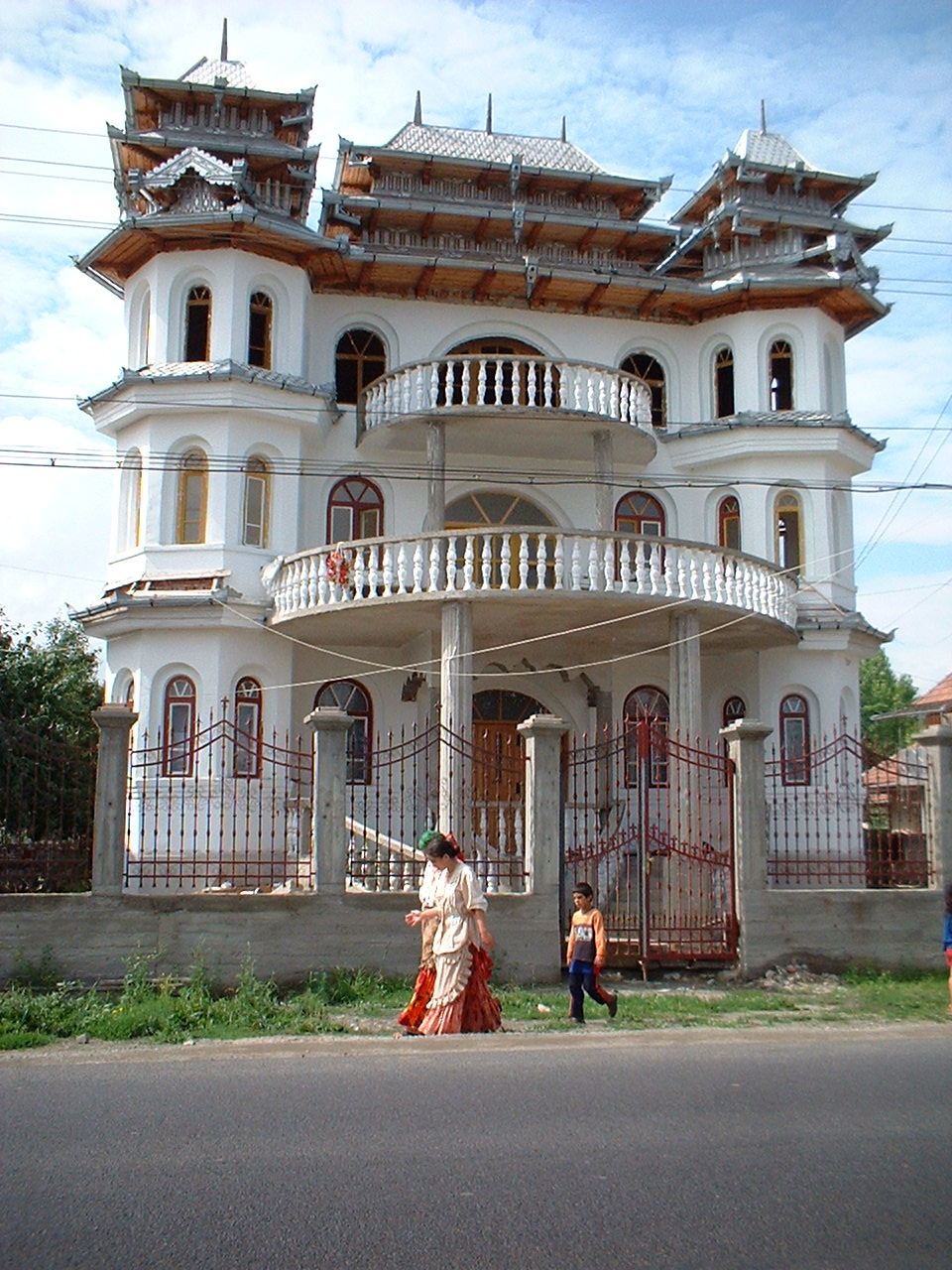
Roms riches à Huedin, Roumanie (la maison, d'un style caractéristique, permet de recevoir une vaste parentèle lors des fêtes familiales).

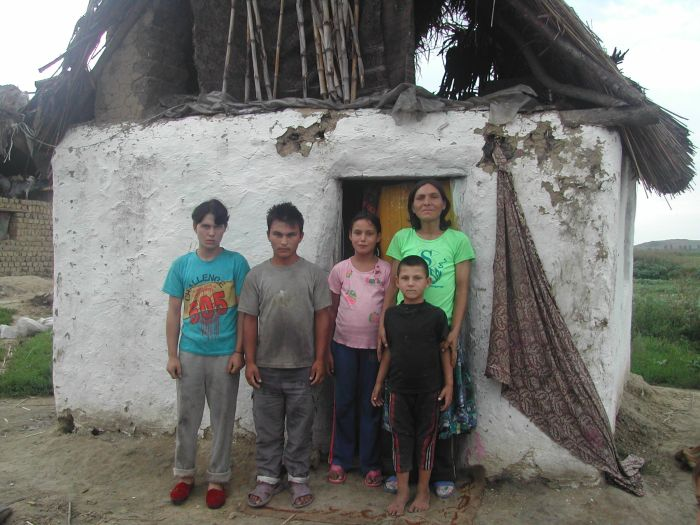
Famille pauvre, Roumanie : comme le dénonçait Nicolae Paun du Partida le Romenge (parti Rom), si l'on est pauvre, on est considéré comme Rom, mais en fait rien ne prouve que cette famille soit Rom.

Le terme Rom n'est nullement réservé aux seuls Roms de Roumanie même s'il est phonétiquement proche du mot roumain român (roumain). Il n'y a pas de lien étymologique ou sémantique entre les deux termes : rom signifie simplement être humain en romani tandis que român vient du latin romanus.
Dans les années 1990-2000, la terre arable a souvent été un enjeu dans des conflits dont les Roms furent les « pions ». Lorsque les paysans ont réclamé la restitution de leurs terres aux ex-communistes (anciens directeurs de kolkhozes), ces derniers ont placé des ouvriers agricoles, souvent Roms, sur ces terres, pour ne pas les rendre (la loi protégeant les cultivateurs occupant le terroir, contre les revendications de propriétaires antérieurs). Ils ont même offert à ces Roms de quoi construire des maisons, une construction rendant la parcelle définitivement inaccessible à ses propriétaires légitimes, selon la loi de l'époque.
|
Les Roms de Roumanie forment l'un des principaux groupes de la communauté rom. Officiellement, selon les derniers recensements, la Roumanie compte 1 850 000 Roms,, soit autour de 12 % de la population roumaine, et Nicolae Paun du Partida le Romenge (« parti Rom ») fait remarquer que le fait d'être compté comme Rom a moins à voir avec la langue ou les traditions qu'avec la situation sociale : « si on a ou si on pose des problèmes, on est considéré comme Rom ».
Le romani est une langue parlée par plus d'un million de personnes en Roumanie.

### Royaume-Uni
Au Royaume-Uni, les travellers (voyageurs, en référence à la fois aux Irish Travellers et aux Roms) sont devenus en 2005 un enjeu électoral, quand le chef du Parti conservateur promit de réviser l'Acte des droits de l'Homme de 1998. Cette loi, qui englobe la Convention européenne sur les droits de l'Homme dans la législation du Royaume-Uni, est considérée par beaucoup comme permettant de garantir le droit rétrospectif de planification[précision nécessaire]. Les pressions importantes de la population avaient conduit les travellers à acheter des terres[Quand ?], et à s'établir en contournant ainsi les restrictions de planification imposées sur les autres membres locaux de la communauté.

### Suisse
En Suisse romande, l'enquête que Jean-Pierre Tabin a menée à Lausanne entre 2011 et 2013, a montré que la mendicité concerne peu de personnes, environ une soixantaine. Selon cette enquête, il ne s'agit pas d'une mendicité organisée de manière criminelle.
De « nombreux habitants » seraient méfiants lorsqu'il s'agit d'utiliser les deniers publics pour des infrastructures en Roumanie. Ainsi, Messemrom, une association de soutien aux populations roms, a dû faire face à une plainte afin que soit examinée l'utilisation d'une subvention de l'État helvétique en Roumanie. Elles se plaignent des conséquences générées par la stigmatisation des Roms sous la présidence, en France, de Nicolas Sarkozy.

### Suède
Confronté à un afflux de Roms du Kosovo, le pays a pratiqué quelques expulsions. Entre 1934 et 1975, la Suède, comme le Danemark et la Norvège, a stérilisé[réf. souhaitée] des Roms et des malades mentaux. En 1999, elle a indemnisé les victimes, plus de 60 000.

### Économie
D'après une enquête publiée en 2007 par le Centre européen pour les droits des Roms sur l'exclusion des Roms du marché de l'emploi en Bulgarie, République tchèque, Hongrie, Roumanie, et Slovaquie, 35 % d'entre eux se définissent comme des ouvriers non qualifiés, 27 % comme des ouvriers qualifiés, 18 % déclarent travailler dans le nettoyage. Seuls 2 % des Roms ont une profession libérale ou sont cadres. 61 % des Roms interrogés lors de l'enquête étaient sans emploi.

### Population

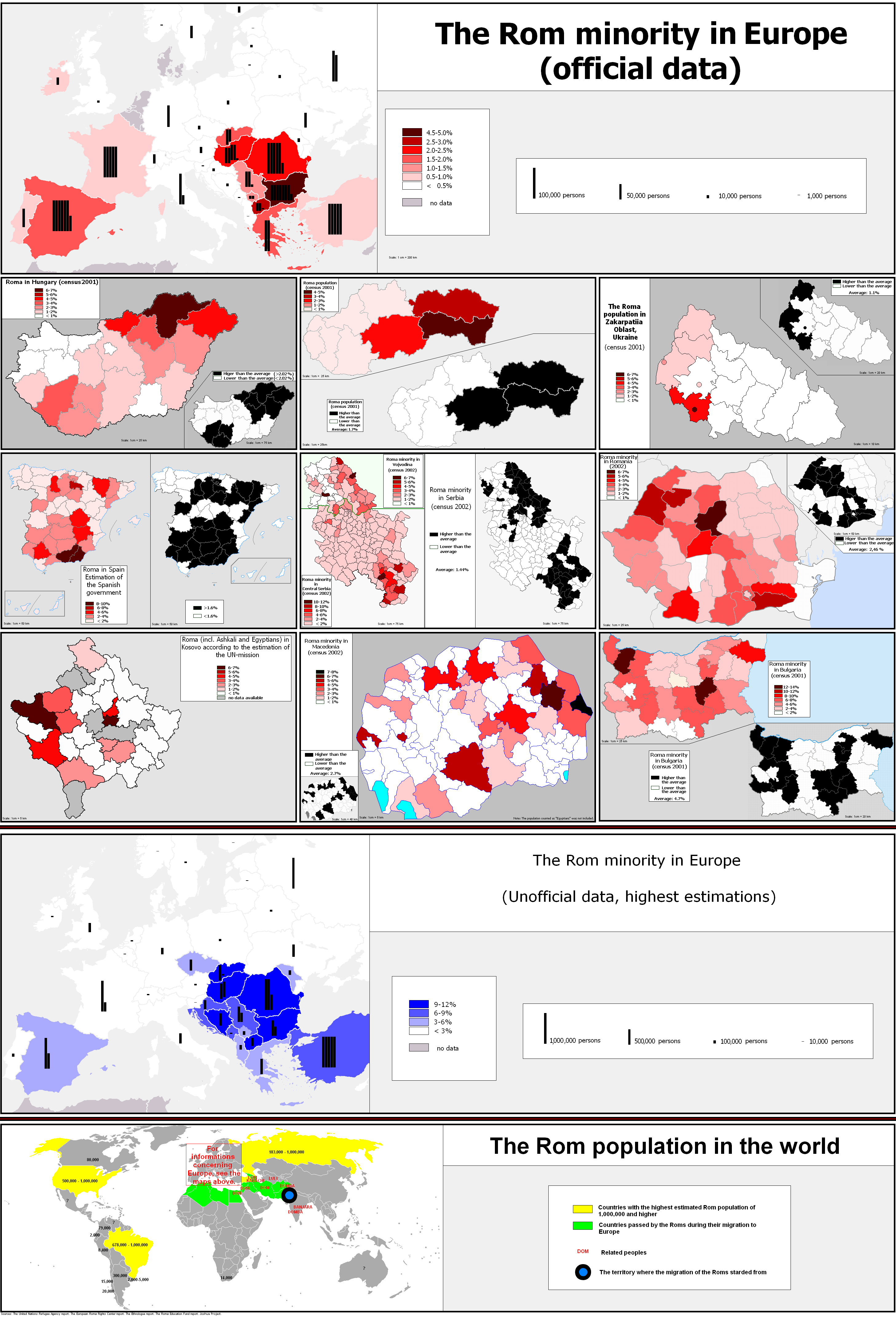
Répartition des Roms par rapport à la population totale en Europe et dans le monde.

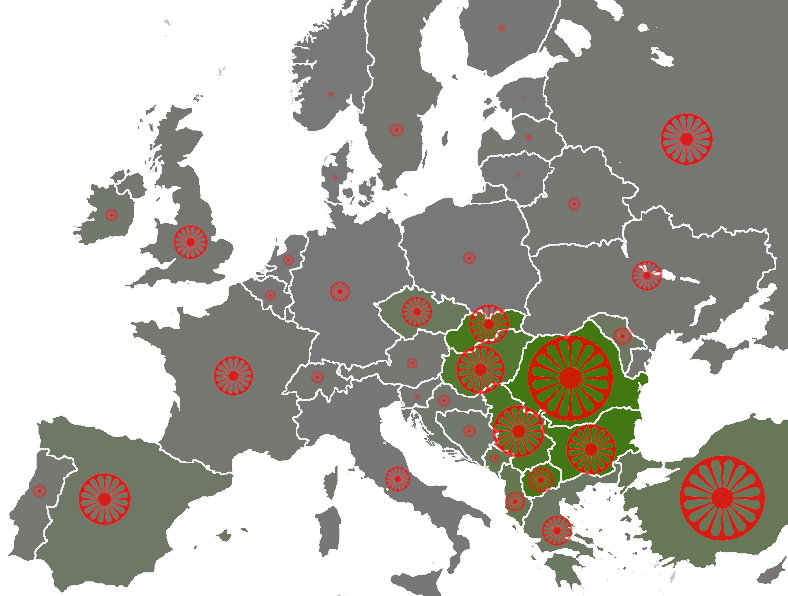
Répartition géographique des Roms en Europe.

Il est difficile de définir avec précision des critères d'appartenance et le nombre exact des Roms car comme pour la plupart des minorités, les nombreuses unions mixtes avec des non-Rom, la sédentarisation (seulement 2 % d'entre eux sont du voyage en Europe) et l'acculturation (ou intégration, selon les points de vue) progressent à grande vitesse.
Des estimations laissent à penser qu'il y a approximativement huit à dix millions de Roms dans le monde en 2001 sans compter ceux qui résident en Inde. Les plus grandes concentrations de Roms se trouvent dans les Balkans, en Europe centrale et de l'Est, aux États-Unis, en Amérique du Sud et en Asie du Sud-Est. De plus petits groupes vivent dans l'Ouest et le Nord de l'Europe, au Moyen-Orient, et en Afrique du Nord.

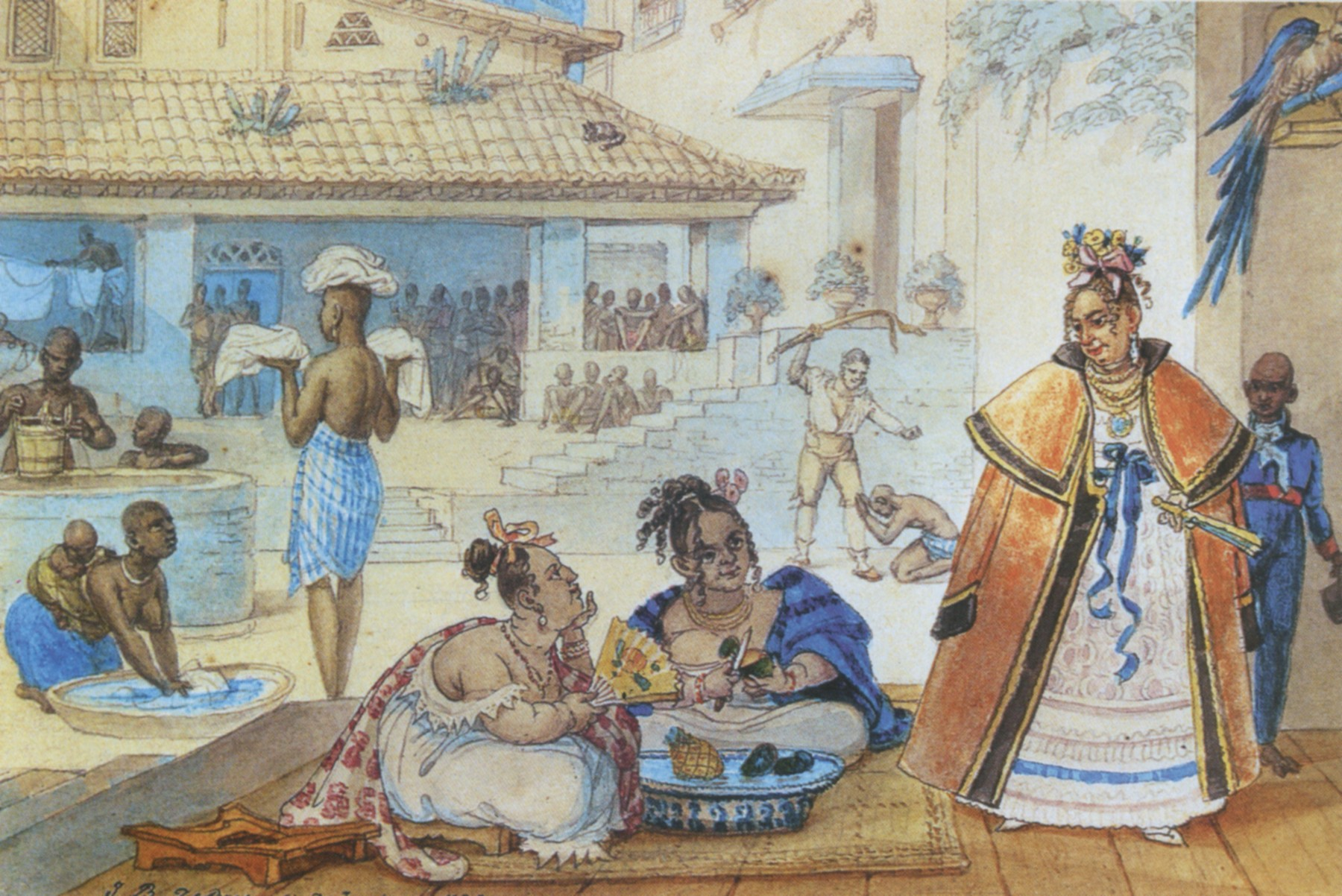
Habitation gitane au Brésil, J.-B. Debret, v. 1820.

Les pays où les populations roms dépassent le demi-million sont la Roumanie, les pays de l'ex-Yougoslavie, l'Espagne, les États-Unis, la Hongrie, la Turquie, le Brésil et l'Argentine. Les Roms sont nombreux aussi en Tchéquie et en Slovaquie.
En 1971, le congrès des associations et mouvements militants roms adopta le drapeau rom comme symbole du peuple Rom. Sur un fond vert (qui symbolise la Terre fertile) et bleu intense (le Ciel, la liberté), est posé le Chakra (roue solaire à vingt-quatre rayons, symbole de la route et de la liberté), du rouge de l'empereur Ashoka ou Ashok, comme on le voit en tête d'article. Le Congrès mondial tzigane tenu à Londres le 8 avril 1971 choisit cette date pour commémorer la journée internationale des Roms. L'hymne, Djelem, djelem, a été écrit par Žarko Jovanović sur une chanson populaire tzigane.
Il y aurait actuellement en France entre 350 000 et 1 300 000 Roms.
| Pays              | Source officielle | Source officielle | Autre source       | Autre source |
| Pays              | Population        | Part              | Population         | Part         |
| ----------------- | ----------------- | ----------------- | ------------------ | ------------ |
| Albanie           | 100 000-140 000   | 3,62 % - 5,06%    |                    |              |
| Allemagne         | —                 | —                 | 70 000             | 0,09 %       |
| Bulgarie          | 750 000           | 10,33 %           | 325 343            | 4,9 %        |
| Espagne           | 750 000           | 1,63 %            | 570 000-1 100 000  | -            |
| France            | 400 000           | 0,62%             | 20 000 - 1 300 000 | 0,5 - 1,2 %  |
| Grèce             | —                 | —                 | 200 000            | 1,82 %       |
| Hongrie           | 750 000           | 7,49 %            | 600 000 - 870 000  | 6 - 9 %      |
| Italie            | —                 | —                 | 130 000            | 0,22 %       |
| Kosovo            | 35 784            | 2,1 %             | —                  | —            |
| Macédoine du Nord | 46 433            | 2,5 %             | —                  | —            |
| Roumanie          | 1 850 000         | 12 %,             | 619 007            | 3,25 %       |
| Royaume-Uni       | —                 | —                 | 90 000             | 0,15 %       |
| Russie            | 205 007           | 0,15 %            | —                  | —            |
| Serbie            | 147 604           | 2,05 %            | 600 000            | 8,23%        |
| Slovaquie         | 490 000           | 9,02 %            | 352 924            | 2,0 %        |
| Turquie           | —                 | —                 | 500 000            | 0,72 %       |
| Ukraine           | 47 587            | 0,1 %             | 120 000 - 400 000  | 0,3 - 1 %    |

## Culture

### Langues
La quasi-totalité des Roms parlant les langues d'origine romani est bilingue, mais un nombre indéterminé (parce que généralement non comptés comme Roms aux recensements) ne parlent que les langues des pays où ils vivent ou ont vécu. Les Gitans, par exemple, s'expriment le plus souvent en dialectes hispaniques, comme le caló.
Les Roms parlent de nombreuses langues : certaines leur sont propres, d'autres sont celles des contrées qu'ils ont traversées et où ils vivent, d'autres encore sont des dialectes nés de ces multiples influences. La parenté de l'ensemble romani avec le sanskrit est clairement établie, avec des influences avestiques et hébraïques.
Les Roms parlent aussi la langue dominante de la région dans laquelle ils vivent, voire plusieurs langues. Par exemple, les Roms de Prizren au Kosovo parlent quotidiennement quatre langues[réf. nécessaire] dès leur plus jeune âge : l'albanais, le romani, le serbe et le turc. En Slovaquie, beaucoup de Roms parlent à la fois le romani, le slovaque et le hongrois. Les emprunts linguistiques du romani rendent possible le suivi de leur migration vers l'Ouest.
Les linguistes divisent actuellement l'ensemble rom (non reconnu par les tsiganologues de l'INALCO) en trois groupes linguistiques, correspondant à trois grands ensembles historiquement différenciés en Europe, celui des Tsiganes (qui sont les Roms stricto sensu pour l'INALCO) vivant principalement en Europe de l'Est, au Proche-Orient, en Amérique et en Australie, celui des Sintis ou Manouches vivant en France, en Italie, au Benelux et en Allemagne, et celui des Gitans vivant dans le Sud de la France, en Espagne et au Portugal.
Quelques Roms ont développé des sabirs tels que l'ibéroromani (caló), qui utilise le vocabulaire rom, la grammaire espagnole, présente de nombreux emprunts lexicaux à l'andalou, et au catalan et est la source de nombreux mots en argot espagnol, l'angloromani (cant, ce mot désigne également la langue des Travellers irlandais, le shelta), l'arméno-romani (lomavren ou lovari) ; le gréco-romani (ellino-romani), le suédo-romani (tavringer romani), le norvégo-romani (nomad norsk), le serbo-romani (srpskoromani), le hungaro-romani (romungro, modgar, modyar), alors que la boyash est un argot roumain avec des emprunts au hongrois et au romani.
Dans les Balkans, on trouve cinq langues vernaculaires composés de romani, d'albanais, de grec et de langues slaves : l'arlisque (arliskó), le djambasque (xhambaskó), le tchanarsque (Čanarskó), le tcherbarsque (Čerbarskó) et le thamarsque (thamarskó).

### Culture
La structure familiale est essentielle dans la culture et les sociétés roms, dans lesquelles elle a traditionnellement fonctionné comme le principal moyen de préserver la cohésion sociale.

#### Musique

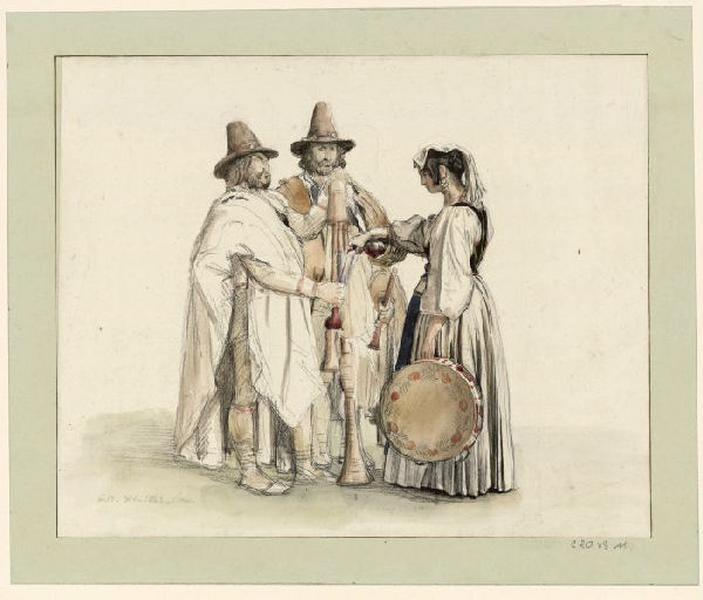
Jeune rom au tambourin versant du vin, Guillaume Bodinier, Musée d'Angers.

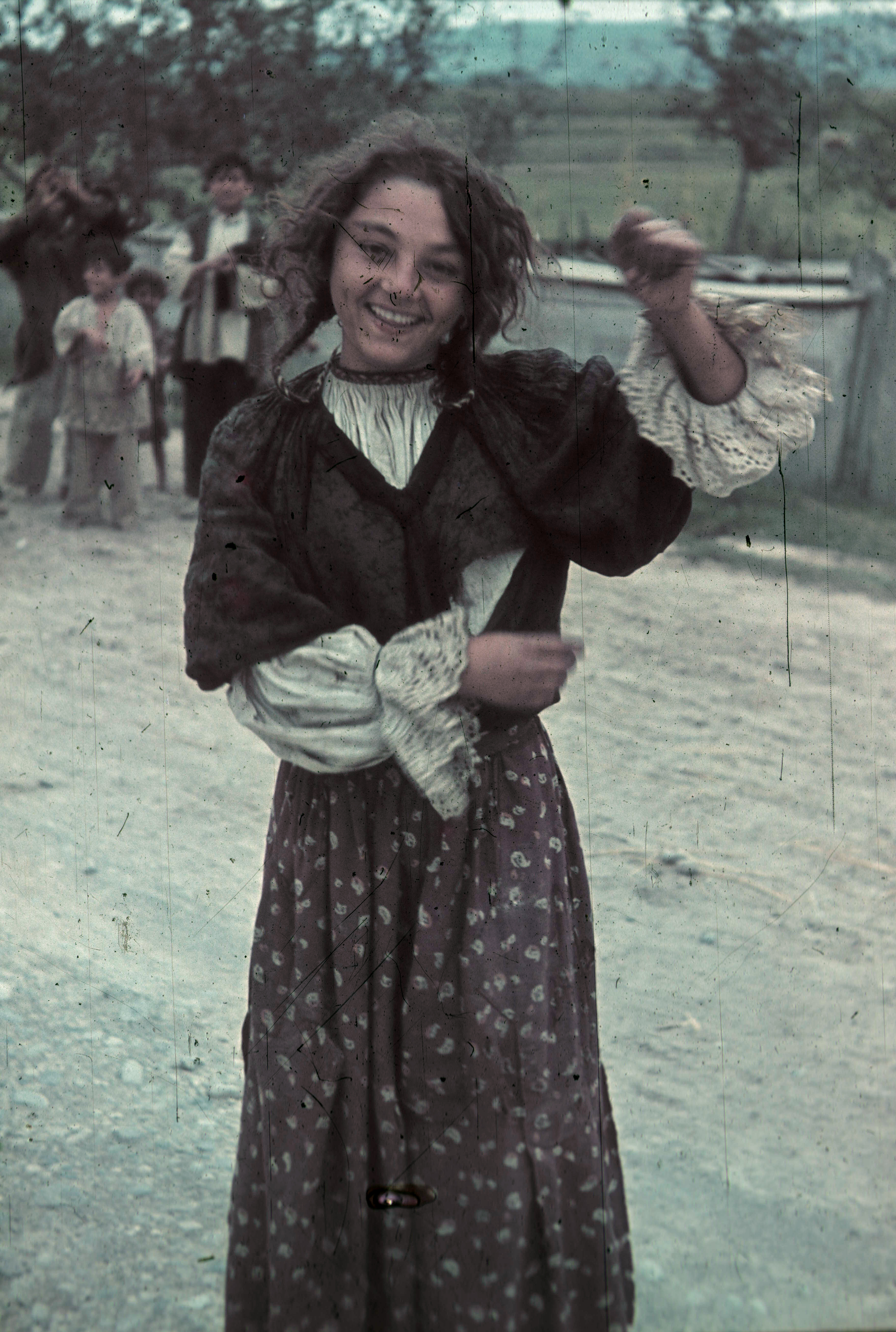
Femme rom en Hongrie en 1940.

Les Roms sont connus pour être d'excellents musiciens et danseurs. En Espagne, ils ont influencé le flamenco et ils sont devenus les protagonistes de ce genre. Dans la plupart des pays d'Europe centrale et orientale (Hongrie, Bulgarie, Serbie, Macédoine du Nord, Roumanie, Tchéquie, Slovaquie…), les musiciens tziganes ont été très recherchés pour les mariages, funérailles, etc. En Roumanie on les appelle lăutari, en République tchèque et Slovaquie lavutari.
En France, leurs talents d'amuseurs publics et de dresseurs de chevaux ont généré des familles du cirque célèbres, comme les Bouglione ou les Zavatta.
Le guitariste Django Reinhardt, quant à lui, influencera durablement le jazz en y mêlant la musique tzigane. Gus Viseur et Tony Murena, compositeurs de célèbres valses-musette, ont joué et ont été influencés par des musiciens manouches.
Le théâtre était également une activité artistique traditionnelle de la population Tsigane. Aujourd'hui, il n'est plus guère représenté que par le Djungalo Teatro, l'un des très rares théâtres de tradition tsigane en Europe.
En Andalousie, le flamenco est la principale musique dans laquelle les artistes gitans se sont imposés depuis la fin du XVIIIe siècle, et ce, en concurrence et rivalité avec les artistes andalous non gitans. El Planeta est considéré comme le premier artiste gitan du flamenco, identifié comme tel par les auteurs du XIXe siècle. À la fois guitariste et chanteur, il crée certains styles de cette musique dont la seguiriya. Au début du XXe siècle le cante flamenco gitan est représenté par Manuel Torre de Jerez de la Frontera spécialisé dans les styles typiquement gitans du cante jondo, et à partir des années 1930, par Manolo Caracol. Entre 1930 et 1940, le flamenco fait place à l'opéra flamenca, décrié pour son caractère décadent et commercial. Après la Seconde Guerre mondiale, Antonio Mairena impose un retour aux sources d'un flamenco purement gitan, son approche d'une musique dont il revendique les origines exclusivement gitane, est contesté par les défenseur du répertoire payo (c'est-à-dire non gitan). Des années 1950 à 1970 plusieurs cantaors vont représenter le versant gitan du flamenco, les principaux étant El Chocolate, Terremoto de Jerez, El Agujetas. Camarón de la Isla fut la principale vedette du cante flamenco des années 1970 à 1990.
Dans la guitare, Ramón Montoya est considéré comme le père du répertoire moderne du flamenco, premier artiste à se produire seul et non seulement comme accompagnateur, sa célébrité ne fut supplantée que par le guitariste non gitan Paco de Lucía. Le guitariste Manitas de Plata, né en 1921 dans le Sud de la France, vendra plus de 93 millions d'album, contribuant ainsi à la diffusion de la musique flamenco et devenant un des artistes français les plus connus au monde. Dans le domaine de la danse flamenca, la figure prépondérante fut Carmen Amaya l'une des plus célèbres artistes du flamenco tout style confondu.
Le pianiste György Cziffra fut réputé pour sa grande virtuosité, son répertoire extrêmement varié et ses dons d'improvisateur.

#### Littérature
- Littérature rom
- Le Néerlandais Jan Yoors (en) (1922-1977) a apporté un témoignage non fictionnel dans Tsiganes sur la route avec les Roms Lovara (Éd. Phébus libretto).
- Luminița Cioabă (1957-) est une autrice roumaine de langue romani et de langue roumaine.
- Rajko Đurić [Đurić] (1947-) est l'auteur de plusieurs romans et poèmes dont Sans maisons, sans tombe - Bi kheresqo bi limoresqo (recueil de poèmes, Paris, L'Harmattan, s.d.), Les rêves de Jésus Christ (Montpellier, N&B, 1996) et Malheur à qui survivra au récit de notre mort (Buzet-sur-Tarn, N&B, 2003).
- Matéo Maximoff (1917-1999) a écrit La Septième Fille (1982), La Poupée de Maméliga (1986), Les Ursitori (1988), Les Gens du Voyages (1995), Condamné à survivre (Concordia, 1986), Routes sans roulottes (Concordia, 1993), Dites-le avec des pleurs (Concordia, 1990), Vinguerka (Concordia, 1987) et Le prix de la liberté (Wallâda, 1996).
- Gérard Mutsa Gartner (1935- France) a publié sept livres : Sara par elle-même (2021, éditions Éleusis) ; Matéo Maximoff, carnet de routes (éditions Alterédit, 2006) ; Les sept plasticiens précurseurs tsiganes : Otto Mueller - Serge Poliakoff - Helios Gómez - Tela Tchaï - Django reinhardt - Constantin Nepo - Yana Rondolotto (éditions Marinoël, 2011) ; Nepo, célèbre inconnu (2011, éditions Marinoël) ; À la rencontre d'Alberto Giacometti (2019, éditions Éleusis) ; Dernier coup de poing, soliloque d'un ancien boxeur du Ring de Pantin (2019, éditions du Panthéon) ; L'incontestable naissance du VTT (2022, éditions de Tous les Vertiges). Il prépare actuellement un ouvrage sur Charles d'Avray.
- Anina Ciuciu (1990-) est une autrice française d'origine roumaine.
- Bošnjak Stipan (1953-) auteur belge d'origine serbe. Il a écrit Lettre ouverte d'un petit-fils Rom à sa grand-mère croate (Éditions de l'Institut sépharade européen, 2013), La Reine d'Angleterre, une mendiante… (Éditions de l'Institut sépharade européen, 2013) ainsi que Je ne vous ai pas oubliés (Éditions de l'Institut Sépharade Européen, 2008) dans lequel il a recueilli les propos d'Alberto Israël.
- La Française Alice Ferney a quant à elle écrit le roman Grâce et Dénuement, un roman portant sur la communauté gitane.

#### Cinéma et télévision
- Les Anneaux d'or (Golden Earrings), film américain réalisé par Mitchell Leisen, sorti en 1947
- Les Tsiganes montent au ciel d'Emil Loteanu, 1975, Conque d'or au Festival international du film de San Sebastián (Espagne) en 1976
- J'ai même rencontré des Tziganes heureux d'Aleksandar Petrović, nommé aux Oscars
- Le Temps des Gitans et Chat noir, chat blanc d'Emir Kusturica
- Latcho Drom, Gadjo dilo, Vengo, Transylvania, Je suis né d'une cigogne, Exils, Swing et Liberté de Tony Gatlif (Liberté est consacré à la Porajmos)
- Carmen et L'Amour sorcier, deux des films de la « trilogie flamenca » de Carlos Saura (le troisième est Noces de sang qui met en scène des paysans non-roms)
- Montoyas y Tarantos de Vicente Escrivá
- Snatch : Tu braques ou tu raques de Guy Ritchie, 2000
- Japigia Gagi Histoires de Roms de Giovanni Princigalli, 2003
- La chanson d'Aida de Giovanni Princigalli, 2024 (documentaire, 80 min)
- Porajmos. In memory of the Roma and Sinti Holocaust Holocaust de Giovanni Princigalli (documentaire d'archives, 3 minutes, 2024)
- Khamsa de Karim Dridi 2008
- Liberté de Tony Gatlif, 2010
- Luna Papa de Bakhtiar Khudojnazarov
- Gypsy Caravan de Jasmine Dellal, 2007
- Mohamed Bertrand-Duval, d'Alex Métayer
- Just the wind, 12 juin 2013, (1 h 38 min), réalisé par Bence Fliegauf (Hongrie), titre original Csàk a szél
- Aferim! de Radu Jude, 2015
- Si tu voyais son cœur, de Joan Chemla, 2017
- Peaky Blinders, série télévisée britannique de Steven Knight, 2013-2022
- Infamia série télévisée dramatique sur Netflix, 2023

#### Arts visuels
- Art visuel rom/tzigane (hu)

### Croyances et religions

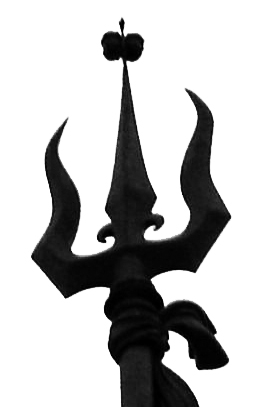
Le trident de Shiva.

On a suggéré que, lorsqu'ils étaient encore en Inde, les Roms étaient hindouistes ; le mot romani pour « croix », trushul, est le même mot que le sanskrit triṣula qui désigne le trident de Shiva.
Les Roms ont souvent adopté la religion dominante du pays où ils se trouvaient, en gardant toutefois leur système spécial de croyances. La plupart des Roms sont catholiques, protestants, orthodoxes ou musulmans. Ceux qui se trouvent en Europe de l'Ouest ou aux États-Unis sont soit catholiques, soit protestants. En Amérique latine, beaucoup ont gardé leur religion européenne : la plupart sont orthodoxes. En Turquie, en Égypte et dans le sud des Balkans, ils sont souvent musulmans. Il n'existe pas de « religion rom », mais l'on observe chez les Roms à travers leurs différentes confessions, des survivances vivaces de croyances au surnaturel et d'interdits spécifiques, bien souvent dénigrés par les religions organisées.
Dans les Balkans, Georges de Lydda est commémoré le 6 mai lors de la fête que les Roms appellent Ederlezi qui marque le printemps.

#### Croyances et connotations prophétiques
Même lorsque les Tsiganes rejoignent au fil des siècles telle ou telle religion, ils n'oublient pas leurs origines. Celles-ci remontent très loin dans le passé et la mythologie, et ce qui est parfois devenu ailleurs folklore ou superstition, demeure souvent chez eux une croyance véritable. La principale, fréquente chez les peuples ayant souffert de rejets et de déportations, est l'espérance d'être un jour tous réunis. Cette espérance prend, dans les croyances, un tour prophétique : au rassemblement ultime sur un lieu d'origine mythique est associée la fin du monde actuel, d'où doit ressortir un monde meilleur.

#### Bouddhisme
À la fin des années 1990, certains Roms de Hongrie se tournent vers le bouddhisme à l'image des intouchables d'Inde rejoignant le mouvement Ambedkar dans leur recherche de dignité et d'égalité,.
Il existe un mouvement de Roms qui souhaitent revenir à l'hindouisme, leur religion originelle : le mouvement a commencé en Grande-Bretagne, lors de rencontres de Roms et de migrants hindous d'Inde, et en Allemagne, où des Roms qui avaient accès à des études universitaires, cherchaient l'origine des Roms, tout en considérant l'évolution religieuse des différents groupes roms à travers les âges. Cependant, l'hindouisme, lointain, reste fort mal connu, et ce mouvement est fortement minoritaire.

#### Rites traditionnels
Dans plusieurs sous-groupes Roms, des repas traditionnels, connus notamment sous le nom de pomana, sont pratiqués plusieurs fois à des intervalles déterminés après un décès, dans l'intention d'apaiser les esprits des morts, appelés mulo, auxquels une place est réservée. Cette tradition est partagée avec les aroumains, ainsi qu'avec les Roumains mais aussi d'autres populations balkaniques.

#### Catholicisme

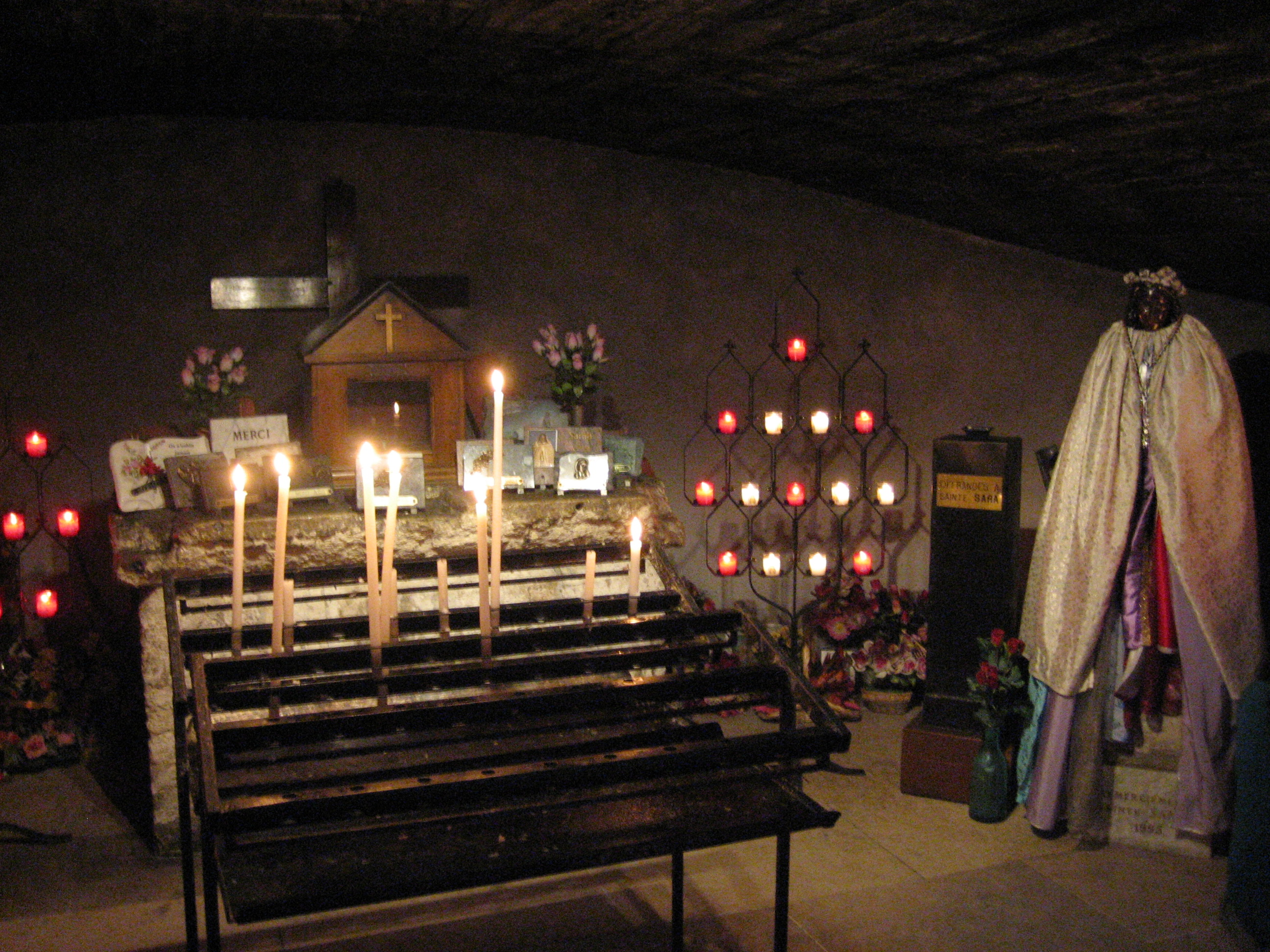
Porte-cierges et statue de sainte Sara dans la crypte de l'église des Saintes-Maries-de-la-Mer, octobre 2006.

Sous l'Ancien Régime, des Tsiganes font des pèlerinages au Mont Saint-Michel et à Alise-Sainte-Reine.

L'origine du pèlerinage aux Saintes-Maries-de-la-Mer en Camargue, qui est l'occasion d'un grand rassemblement annuel, pieux et festif, n'est pas connue précisément. Un des premiers récits faisant état de la participation des Gitans à la fête des Saintes-Maries-de-la-Mer est celui de Frédéric Mistral publié en 1906 : 

« L'église était bondée de gens du Languedoc, de femmes du pays d'Arles, d'infirmes, de bohémiennes, tous les uns sur les autres. Ce sont d'ailleurs les bohémiens qui font brûler les plus gros cierges, mais exclusivement à l'autel de Sara qui, d'après leur croyance, serait de leur nation »

 Mais la date de 1855 où l'auteur situe le récit, n'est pas fiable. L'édition de 1861 de Mireille comporte au chant XII les vers suivants :

« Dins la capello sousterrado
I'a Santo Saro, venerado
 di brun Bóumian ; (…) »

 L'auteur les traduit par « Dans la chapelle souterraine est Sainte Sara vénérée des bruns bohémiens ». Une image de L'Illustration de 1852 montre une Bohémienne plaçant son enfant sur les châsses des Maries.
Le journal des curés des Saintes mentionne les Gitans dès 1861 et peu après 1900 y est inscrite la note suivante :

« Les Bohémiens sont déjà arrivés. Usant d'un droit très ancien qu'on leur a laissé d'occuper, sous le chœur de l'église, la crypte de sainte Sara, leur patronne légendaire, ils sont là accroupis au pied de son autel, têtes crépues, lèvres ardentes, maniant des chapelets, couvrant de leurs baisers la châsse de leur sainte, et suant à grosses gouttes au milieu des centaines de cierges qu'ils allument. (…) L'empressement qu'ils mettent à porter, toucher, baiser, faire baiser à leurs enfants, à la procession, la barque qui contient les statues des Saintes, se disputant les fleurs qui la parent, témoignent de leurs sentiments chrétiens. »

La création en 1935 de la procession annuelle de Sara la noire, le 24 mai, qui s'ajoute à la procession, plus ancienne, des Maries, fixée au 25 mai, est le résultat d'une demande faite par le poète camarguais Folco de Baroncelli au nouvel archevêque d'Aix, Clément Roques, alors que l'ancien évêque Emmanuel Coste avait interdit aux Bohémiens en 1934, de porter la barque des Maries. Les deux processions seront interdites durant la durée du régime de Vichy.
Le 26 septembre 1965, le pape Paul VI célèbre la messe lors d'un pèlerinage international gitan réunissant des milliers de pèlerins à Pomezia près de Rome,.
Le gitan espagnol Zéphyrin Giménez Malla est béatifié le 4 mai 1997 par Jean-Paul II.
Son nom est donné à la paroisse catholique des gens du voyage du diocèse d'Evry créée par l'évêque d'Évry Michel Dubost, basée à Longpont non loin du camp de Linas Montlhery, et se déplaçant parfois sous un chapiteau au gré des campements.
La 54e édition du « pèlerinage des gitans et gens du voyage » à Lourdes rassemble 6 000 personnes en août 2010.
Le pèlerinage de Lisieux est aussi très suivi par les familles de l'Île-de-France.
Les orientations de la pastorale des Tsiganes sont définies par le Conseil pontifical pour la pastorale des migrants et des personnes en déplacement.

#### Mouvements et Églises évangéliques
Après la Seconde Guerre mondiale, un nombre croissant de Roms rejoint des mouvements évangéliques, et pour la première fois, des Roms s'engagent comme chefs religieux, en créant leurs propres églises et organisations missionnaires. Dans certains pays, la majorité des Roms appartiennent maintenant à des Églises rom. Ce changement imprévu a contribué grandement à l'amélioration de leur image dans la société. Le travail qu'ils font est perçu comme plus légitime, et ils ont commencé à obtenir des permis légaux pour exercer leurs activités commerciales.
Des églises roms évangéliques existent aujourd'hui dans chaque pays où les Roms se sont installés. Le « réveil spirituel » a eu lieu dès la fin des années 1950, en France d'abord, en Normandie, puis partout en Europe. Leur conversion s'est réalisée sous l'impulsion du pasteur missionnaire « gadjé » Clément Le Cossec à qui on attribue l'adhésion de plus de cinq cent mille tsiganes à travers l'Europe. Il fut appelé « l'apôtre des Gitans » par le peuple Rom. Le mouvement est particulièrement fort en France et en Espagne (dans ce dernier pays, il y a plus d'un millier d'églises rom, appelées Filadelfia, dont déjà une centaine à Madrid). D'autres assemblées importantes et nombreuses existent à Los Angeles, Houston, Buenos Aires et Mexico. Quelques groupes de Roumanie et du Chili ont rejoint l'Église adventiste du septième jour.
L'association Vie et Lumière anime un rassemblement communautaire à Chaumont-Semoutiers, Damblain, à Nevoy et dans la Haute-Saône.

#### Islam

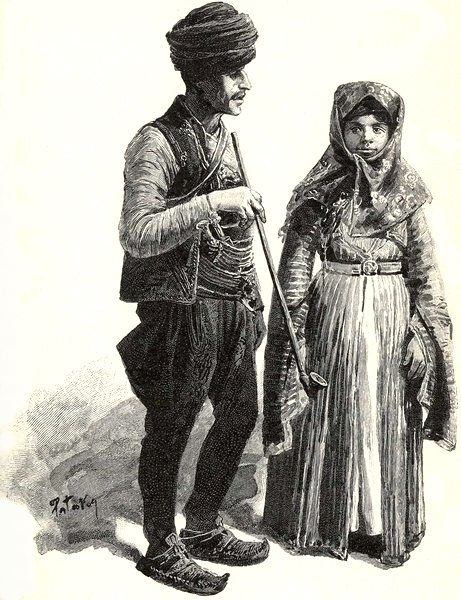
Roms musulmans de Bosnie-Herzégovine.

On trouve des Roms de confession musulmanes sunnite surtout en Albanie, en Bosnie-Herzégovine, au Monténégro, en Macédoine du Nord, au Kosovo, dans le sud de la Serbie et dans le sud-est de la Bulgarie.

### Identité
D'un point de vue génétique, les populations roms, notamment pour celles du Sud-Est de l'Europe, se caractérisent à la différence des autres populations européennes par une faible diversité de leurs haplotypes due au petit nombre de fondateurs de ces communautés. Les études génétiques montrent que le flux de gènes des populations roms vers les autres populations européennes a été extrêmement limité, le flux génétique étant un peu plus fréquent en sens opposé variant entre 17 % en Roumanie et jusqu'à 46 % en Hongrie pour le flux génétique masculin (estimations hautes).
Pour Jean-Pierre Tabin, René Knüsel et Claire Ansermet dans leur ouvrage Lutter contre les pauvres, ce qui différencie le discours sur l'identité « Rom » par rapport aux discours sur les identités nationales ou régionales, n'est pas son caractère construit qui est commun à chacun de ces groupes, mais le fait qu'il n'est pas en lien avec un territoire. Le discours est d'ordre ethnique (voire relève de l'ethnogenèse) et fait référence à une « communauté imaginaire et imaginée » dans le sens où l'entend l'historien des nationalismes Benedict Anderson (1983) : elle n'existe qu'en fonction des attributs qu'un groupe revendique ou que d'autres groupes lui prêtent.

## Représentations des Roms dans les arts
Le bohémianisme, ou attitude bohème, désigne, à certaines époques et dans certains milieux, une revendication d'anticonformisme, d'insouciance, de refus des conventions, et de marginalité. Au XXIe siècle, ce sociostyle oscillerait entre bourgeois-bohème et antisystème.

### Littérature

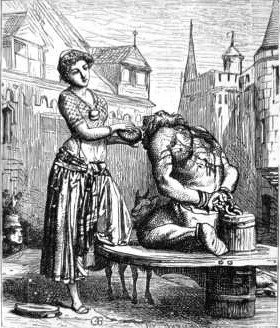
Gustave Brion, Une larme pour une goutte d'eau, 1877, illustration représentant Esmeralda « l'Égyptienne », prenant pitié de Quasimodo.

Des fictions célèbres ont contribué à modeler la représentation du monde rom dans l'imaginaire collectif, comme Esmeralda dans Notre-Dame de Paris de Victor Hugo ou Carmen de l'opéra Carmen de Georges Bizet.
Plus généralement, la Bohème est un thème littéraire et artistique dérivé des divers stéréotypes sur les Bohémiens.
Mentionnons aussi : La Petite Gitane de Miguel de Cervantes,  Noces de sang de Federico García Lorca,  La Lyre d'Orphée de Robertson Davies, dont les personnages principaux perpétuent au Canada et ailleurs les traditions tziganes, comme le soin et la réparation des instruments de musique. Mulengro, roman de l'auteur canadien de fiction contemporaine Charles de Lint, présente un portrait du Rom et de ses mythes culturels.
Dans un autre domaine, citons également : The Experiment, roman de Stephen (Barbara) Kyle qui trace le portrait d'une Rom américaine, sœur d'une victime de l'expérimentation nazie; Fires in the Dark de Louise Doughty, fiction relatant une expérience rom en Europe centrale durant la Seconde Guerre mondiale; Zoli de Colum McCann, roman retraçant la destinée mouvementée d'une Rom en Europe des années 1930 à nos jours; et le roman de Gaston Leroux, Rouletabille chez les Bohémiens.
Dans le domaine de la bande dessinée, on peut citer Les Bijoux de la Castafiore, en 1963, où Hergé met en scène des tsiganes obligés par la police de camper dans un endroit insalubre. Ils sont victimes des préjugés ambiants auxquels ne cèdent pas Tintin et le capitaine Haddock qui les invitent dans le parc du château de Moulinsart. Sortie plus récemment, il y a également Modou la Tzigane (1988-1991), de Nadine Brass et Régine Pascale, une série dont l'héroïne principale est une jeune Tzigane à la fin du Moyen Âge.

### Musique classique
- Der Zigeunerbaron (Le Baron Tzigane), opérette de Johann Strauss fils
- Zigeunerleben (La Vie Tzigane), de Robert Schumann
- Zigeunerlieder (Chansons Tziganes), suite de Lieder de Johannes Brahms
- Noi siamo zingarelle (La traviata), de Giuseppe Verdi
- La zingara (La Bohémienne) est un opera semiseria (melodramma semiserio) en deux actes, musique de Gaetano Donizetti, livret d'Andrea Leone Tottola, représenté pour la première fois au Teatro Nuovo de Naples le 12 mai 1822.

### Chanson
Parmi les œuvres de littérature populaire française contribuant à transmettre des stéréotypes sur le monde rom, on peut citer les chansons. En effet, depuis le milieu du XIXe siècle jusqu'à aujourd'hui, la chanson évoque souvent le thème du tzigane (homme ou femme), sous diverses nominations : gitan, manouche, bohémien, tzigane ou tsigane. Les mêmes stéréotypes que dans le roman ou l'opéra sont utilisés.

### Arts graphiques

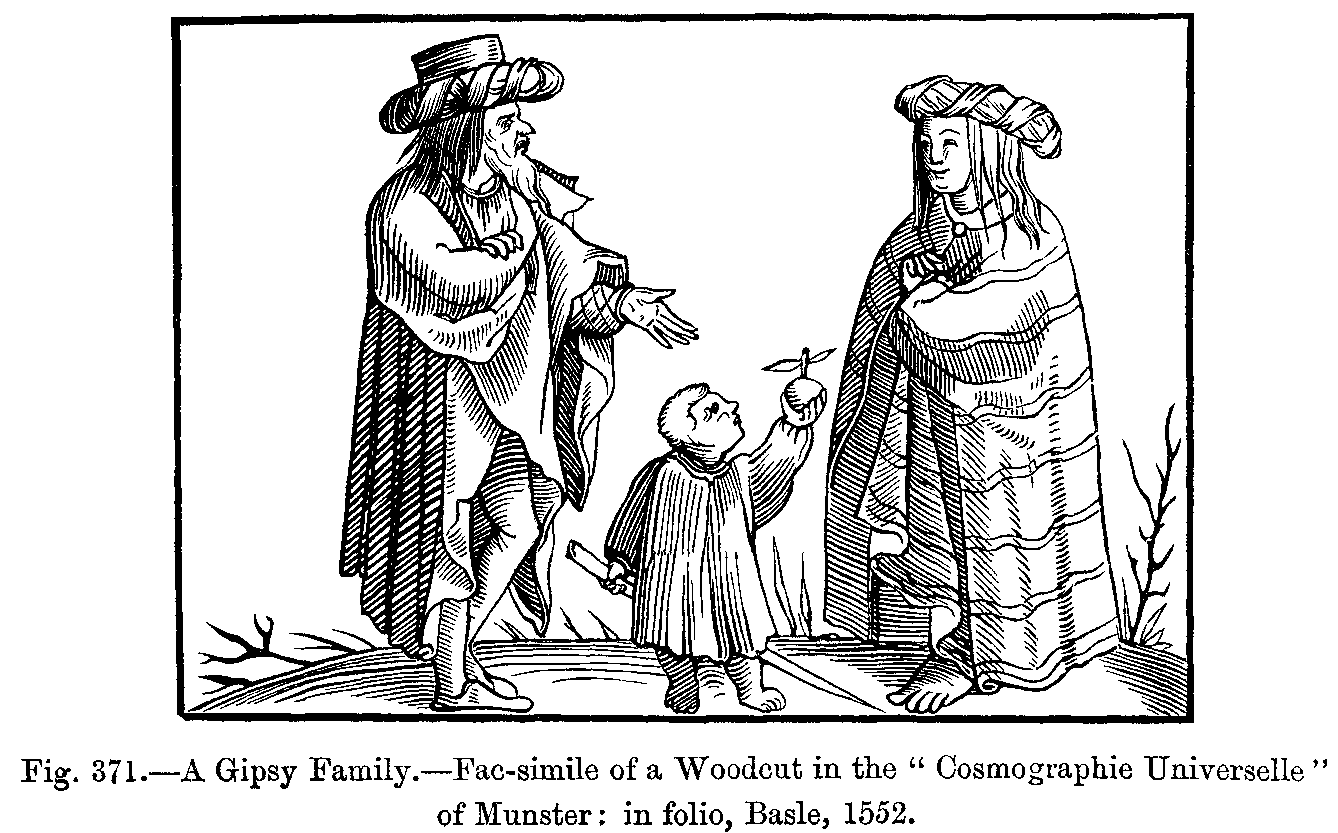
Cosmographie Universelle de Sebastian Münster, graveur inconnu, 1552.
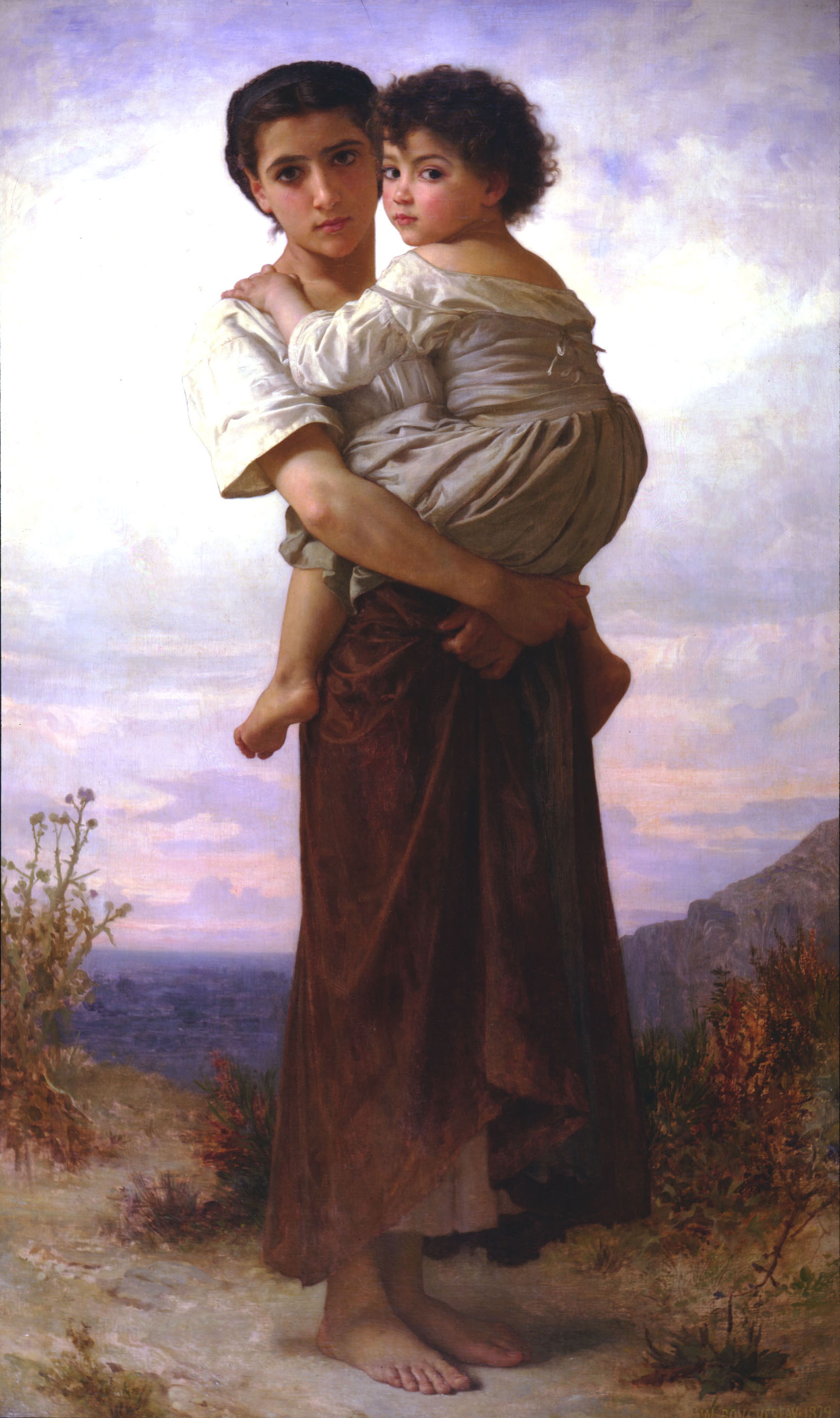
Jeunes Bohémiennes, William Bouguereau, 1879.
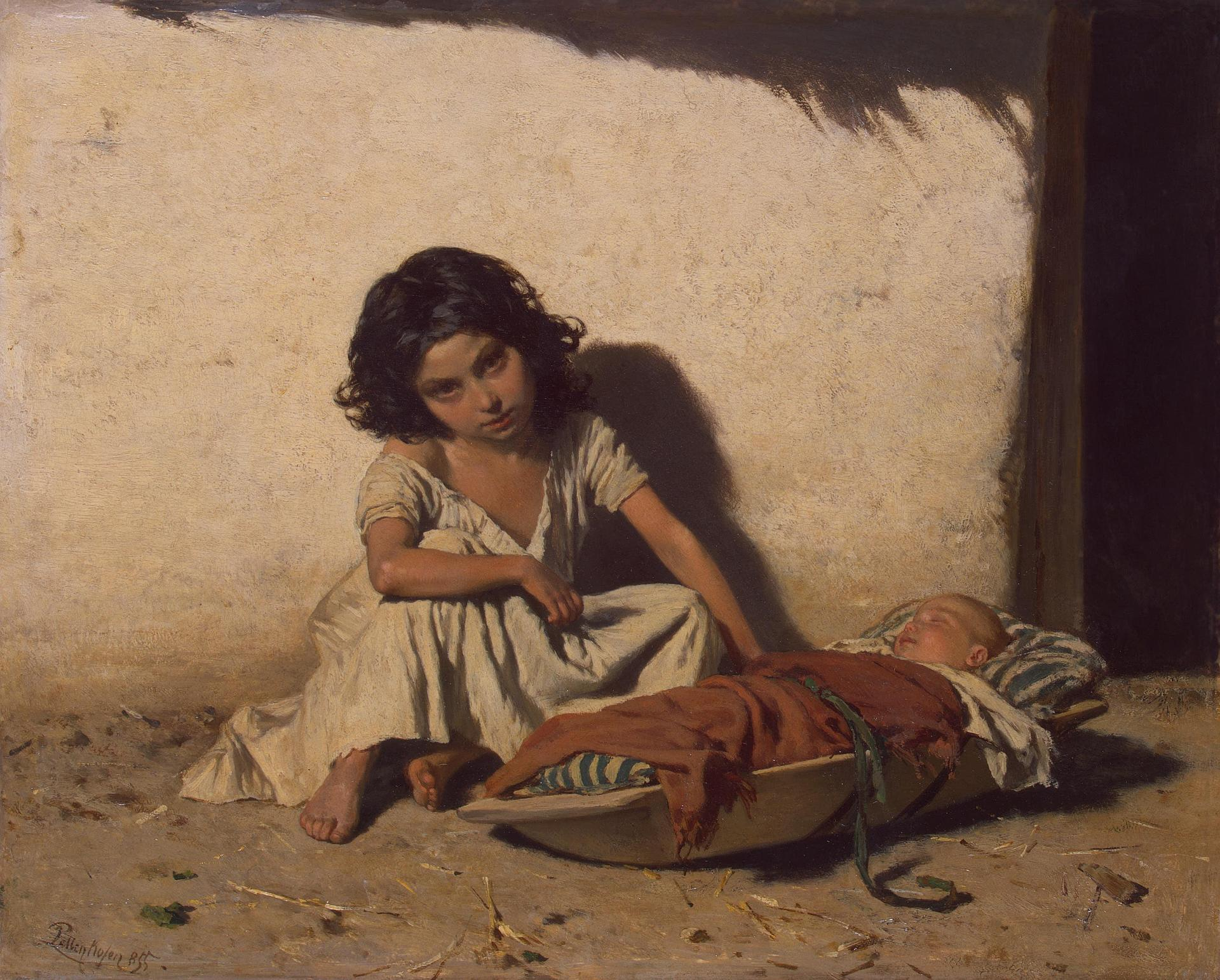
August von Pettenkofen : Enfants roms, 1885, musée de l'Ermitage.
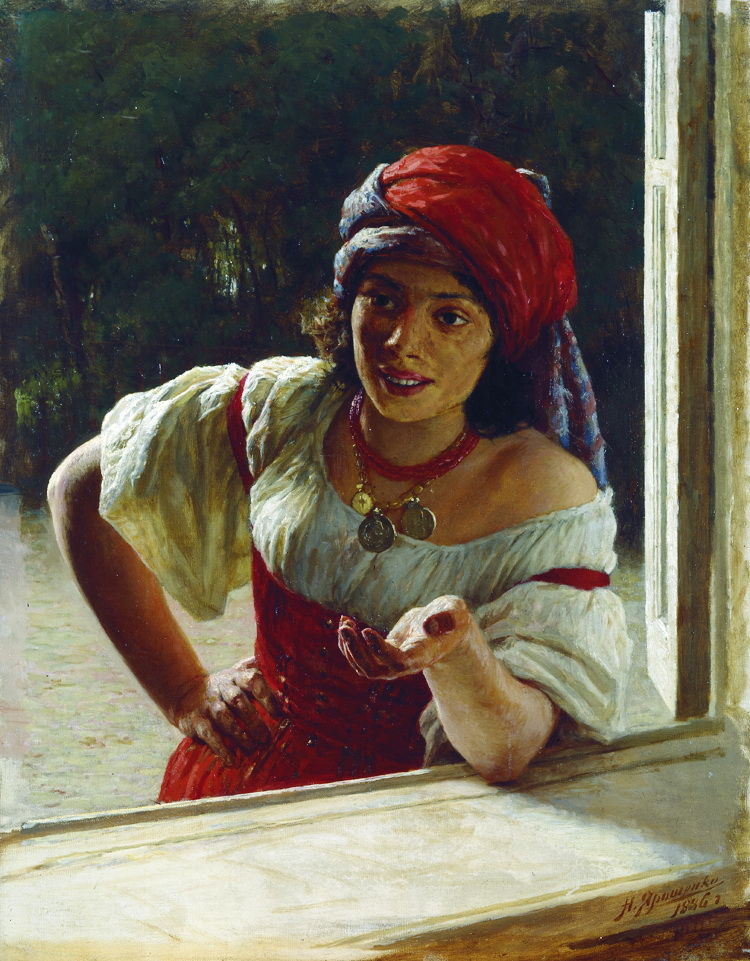
La Tzigane, Nikolaï Iarochenko, 1886 musée d'Art et d'Histoire de Serpoukhov.
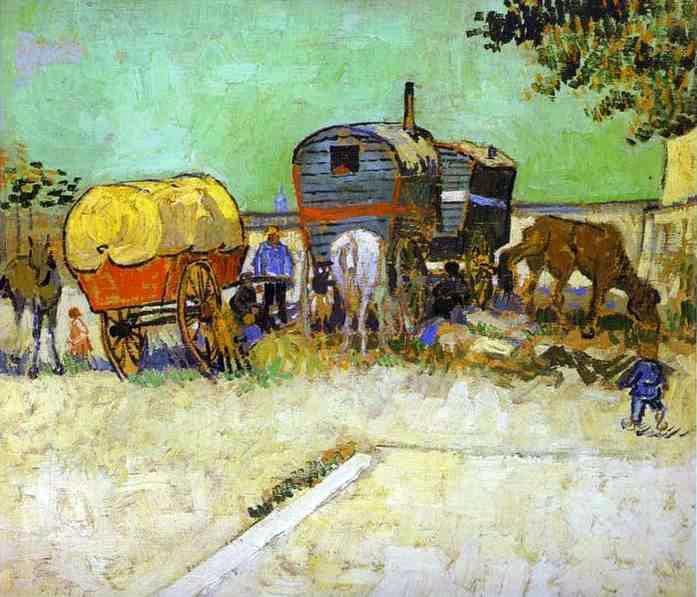
Les Roulottes, campement de Bohémiens, Vincent van Gogh, 1888.
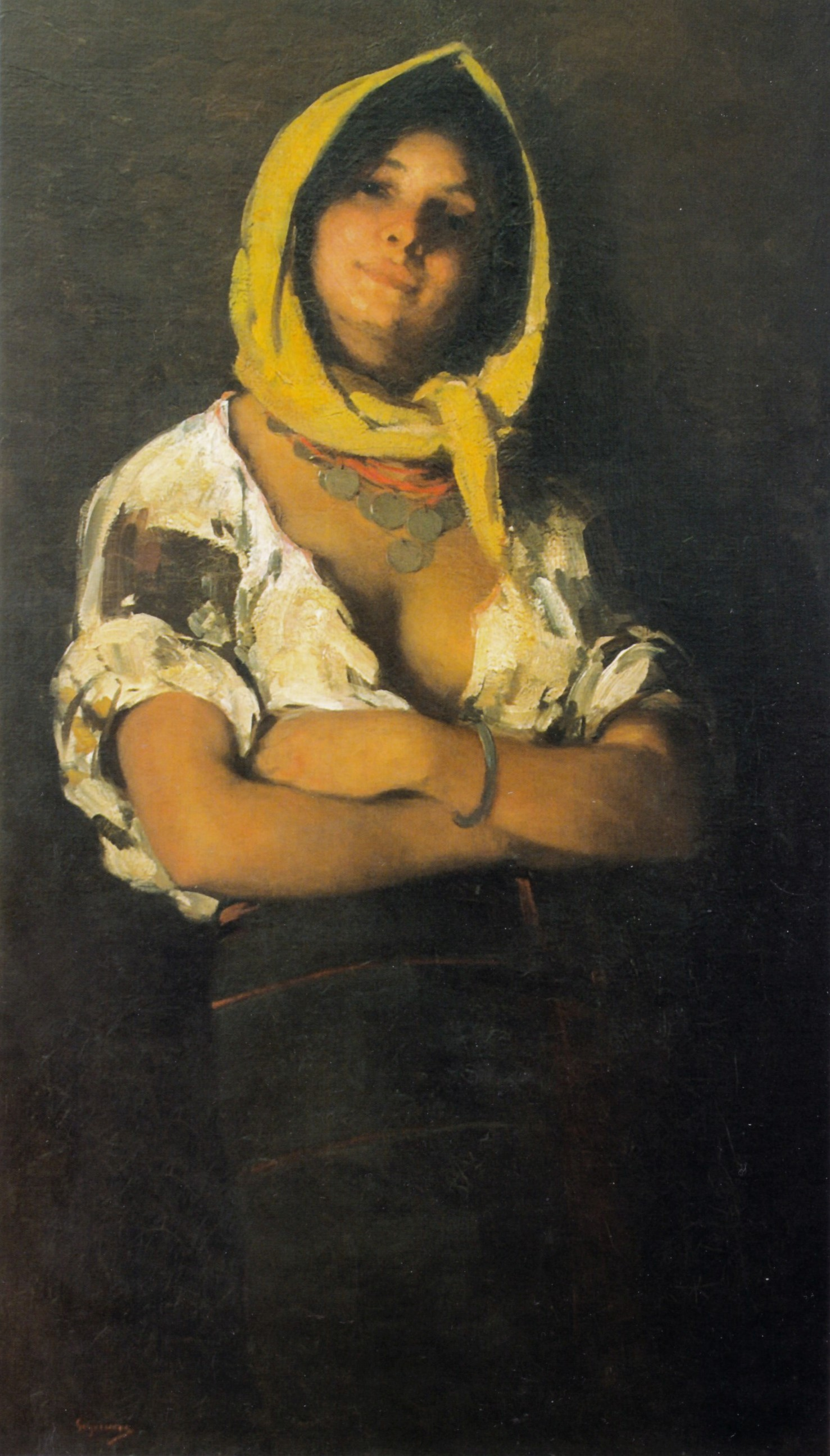
Nicolae Grigorescu Rome de Boldu, 1897, Palais de la culture de Iași.
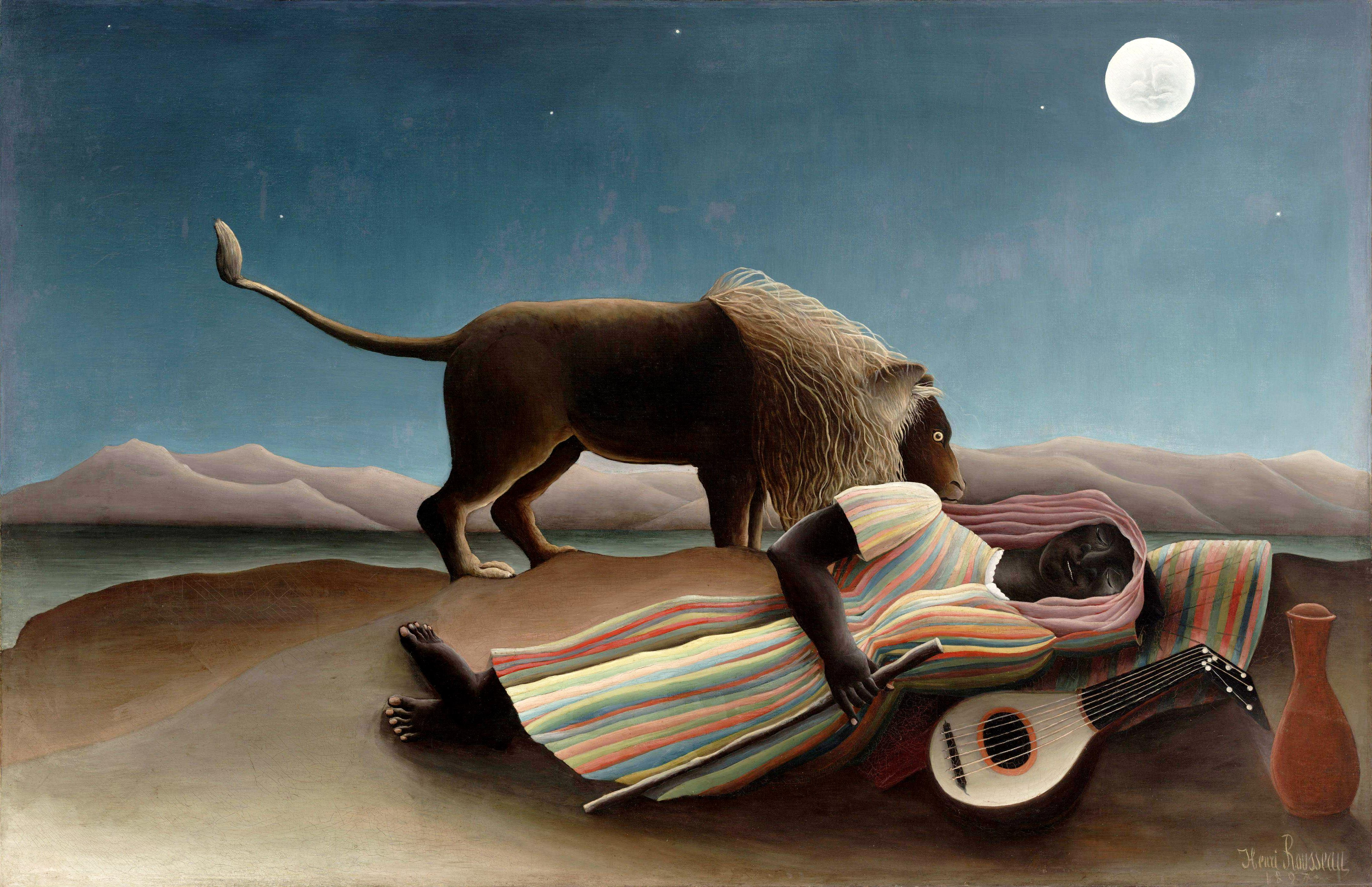
La Bohémienne endormie, Henri Rousseau, 1897.

Tableaux de Camille Corot
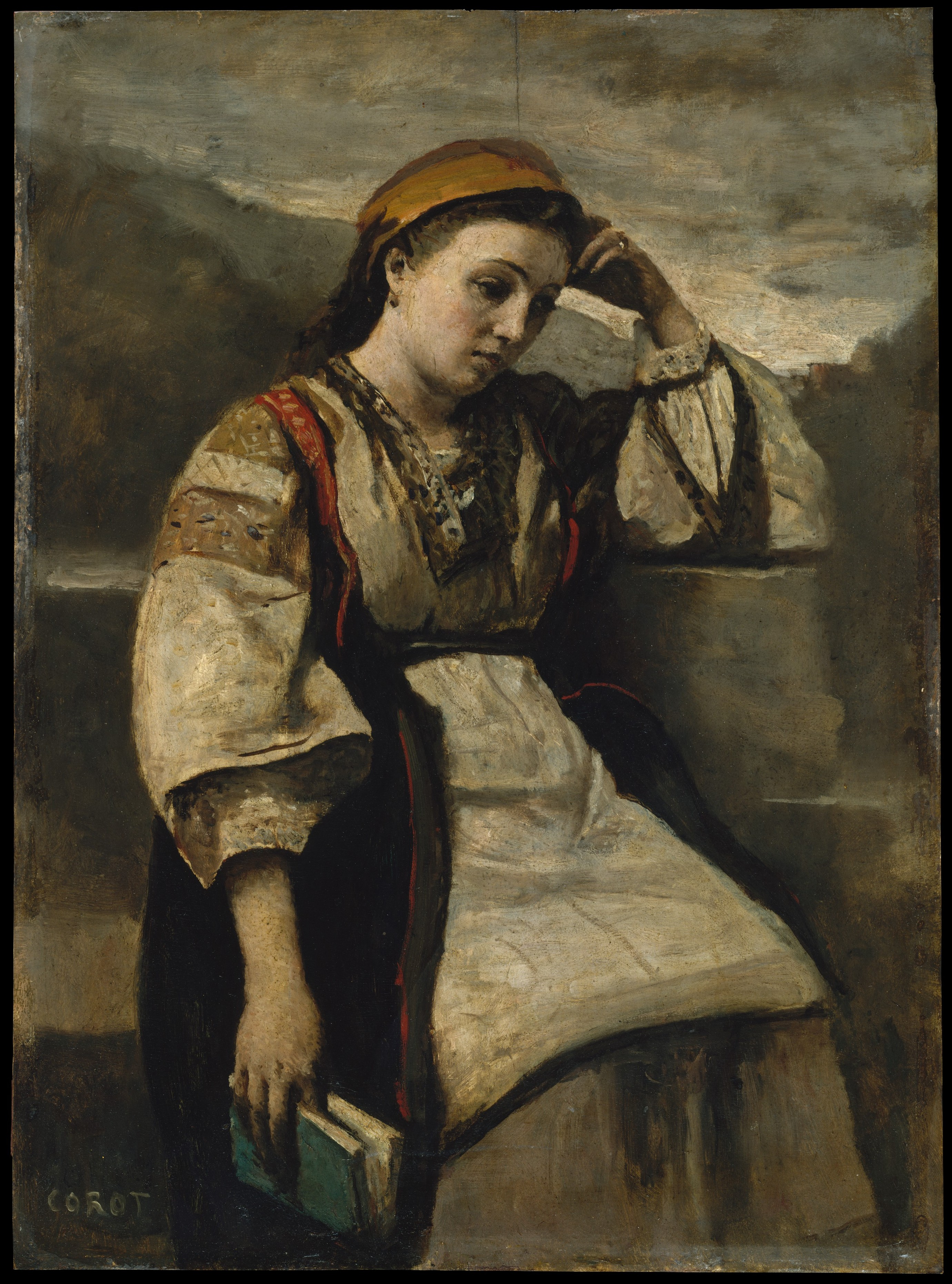
Bohémienne rêveuse, 1860-1865 Metropolitan Museum of Art, New York.
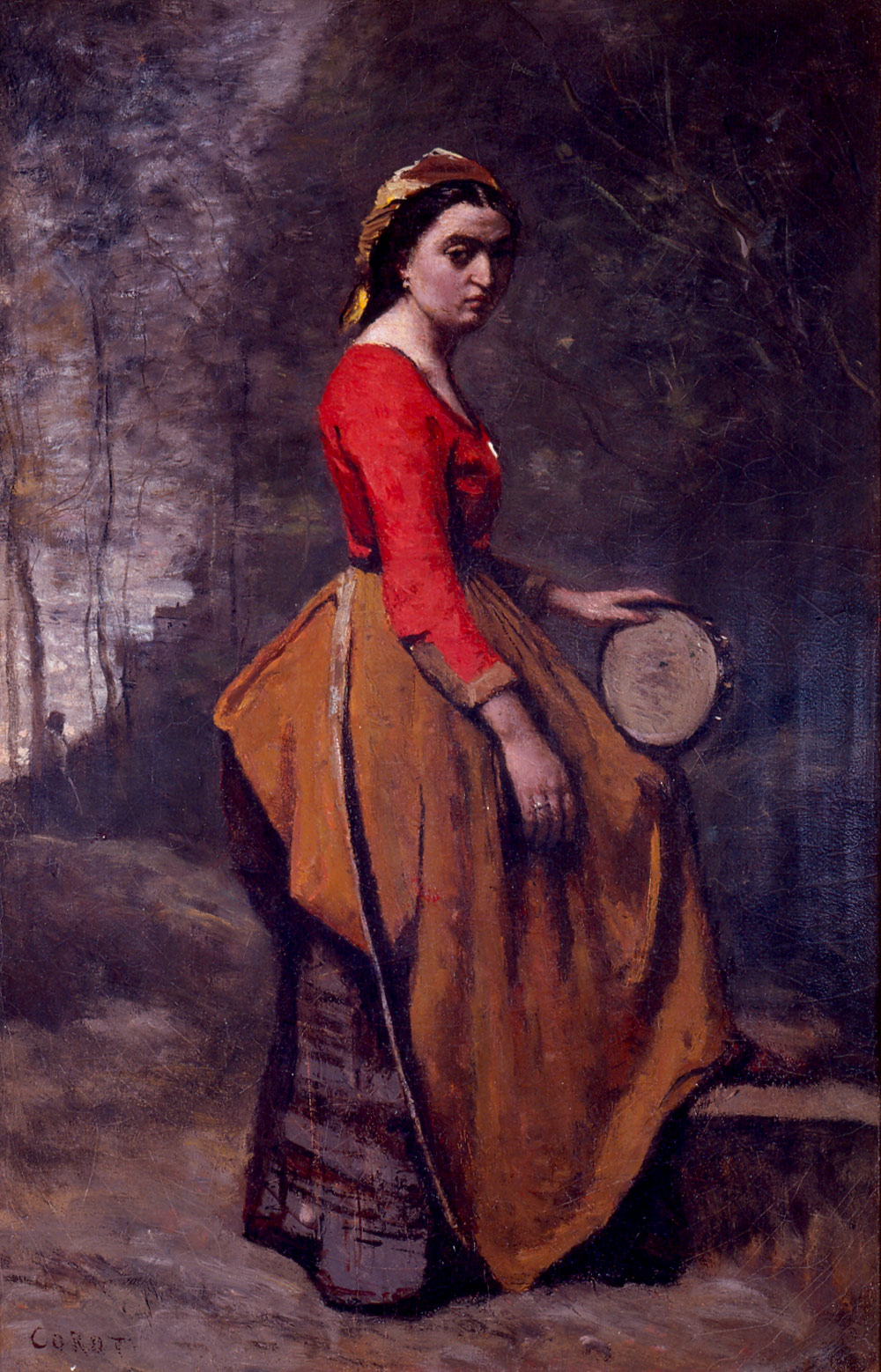
Bohémienne avec tambourin, 1862 Musée Botero, Bogotá.
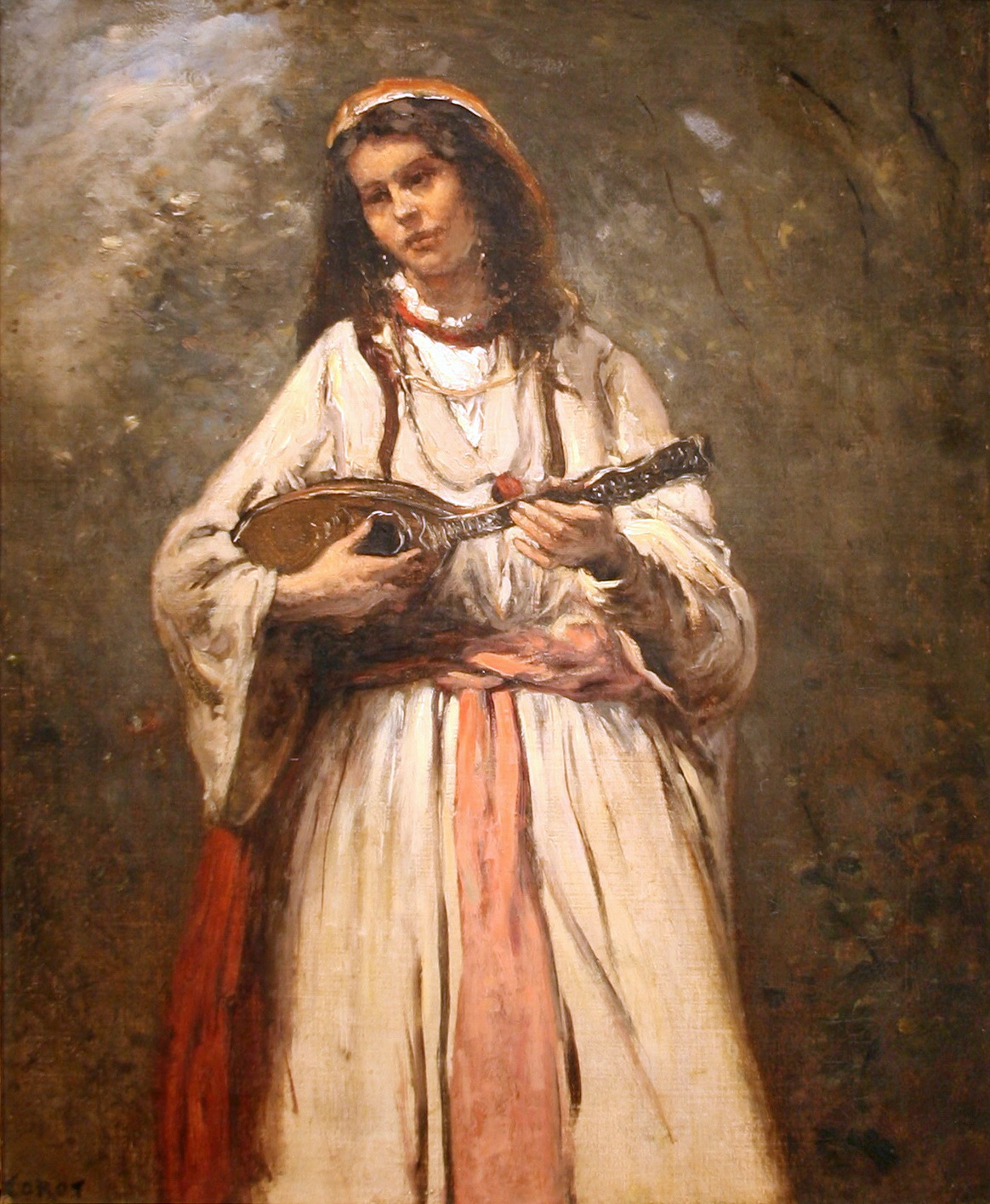
Jeune bohémienne à la mandoline, vers 1870 National Gallery of Art, Washington.
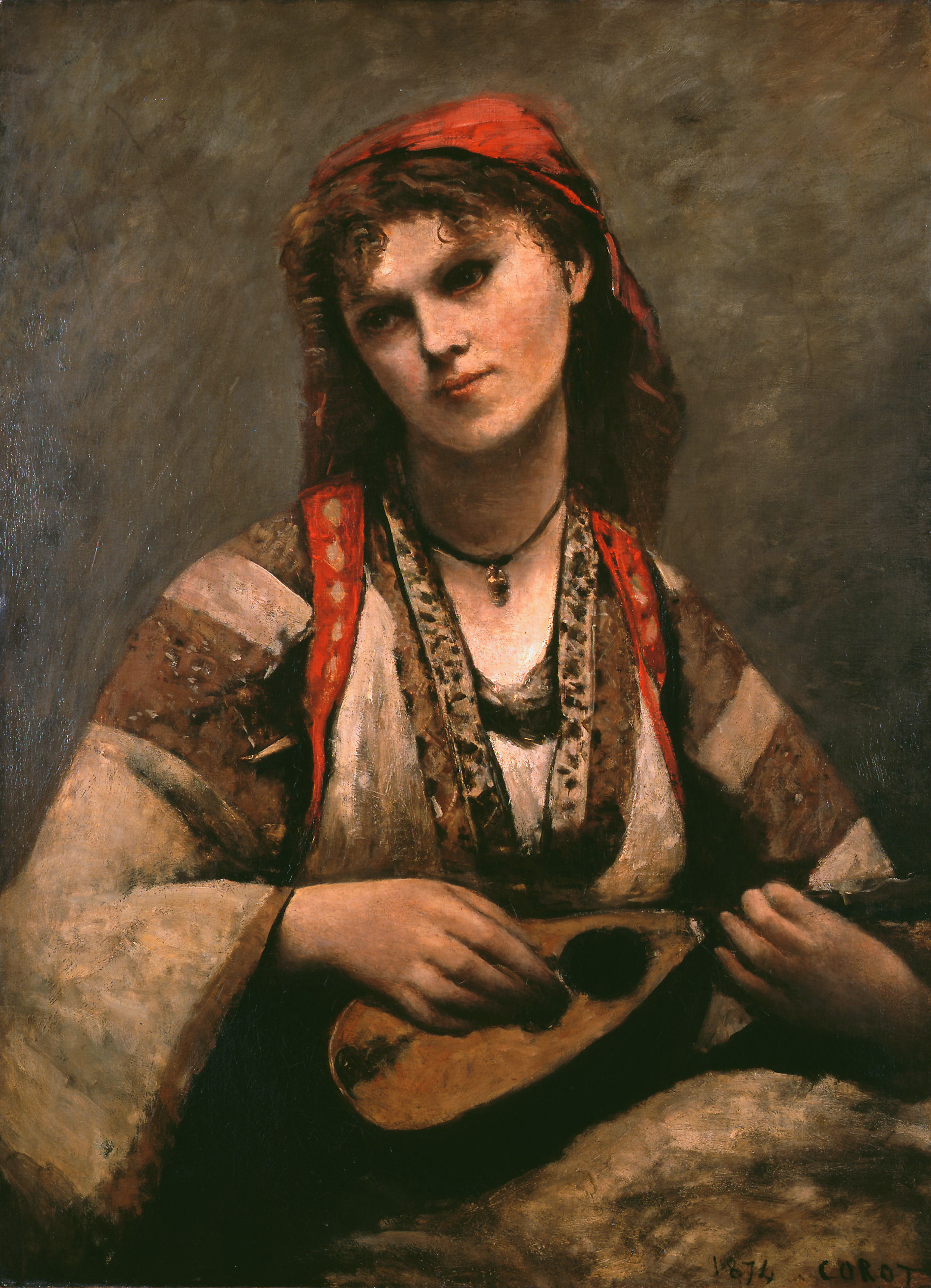
Gitane à la mandoline, 1874 Musée d'art de São Paulo.